# Histoire du concept de surpopulation

L'évolution de la population mondiale du à aujourd'hui.

L'histoire du concept de surpopulation retrace les idées et les préoccupations que se sont faites les sociétés au sujet de la surpopulation. Ce débat, initié dès l'Antiquité avec les auteurs grecs et les récits bibliques, a atteint son paroxysme au XVIIIe siècle avec le pasteur Thomas Malthus, qui a donné son nom à une politique prônant la restriction démographique, le malthusianisme. Tantôt favorables à un contrôle des naissances, tantôt hostiles, les motivations des tenants du concept sont d'ordres économique, politique, éthique, religieux, philosophique et, plus particulièrement depuis le XXIe siècle, écologique.

## Le concept sous la Préhistoire

### La difficulté de survivre sous le Paléolithique
La croissance démographique durant le Paléolithique est extrêmement lente : la population totale d'homo sapiens vivant sur Terre est estimée à environ 10 000 personnes il y a plus de 160 000 ans ; à 40 000 il y a 80 000 ans et à 500 000 personnes il y a 40 000 ans. Il s'agit d'une population essentiellement nomade composée de chasseurs qui, pour assurer son ravitaillement en gibier, a besoin d'un espace vital de 10 à 25 km2 par personne. Leur survie étant difficile, l'augmentation de la population constituait une difficulté supplémentaire en raison de la rareté de la nourriture. C'est ce qui explique les pratiques visant à limiter cette croissance recensées par des anthropologues[Qui ?] au sein des dernières populations[Qui ?] primitives du XIXe siècle, dont l'allaitement prolongé (garantissant deux ou trois ans de stérilité probable à chaque femme), l'élimination de nouveau-nés en cas de pénurie alimentaire (observée chez les San du Désert du Kalahari) et la mise à mort ou l'abandon de bouches considérées comme inutiles (notamment des vieillards, dont le corps pouvait même constituer un complément alimentaire, comme le rapporte Hérodote au Ve siècle av. J.-C. en ce qui concerne les Massagètes au nord du Caucase).

### Le Néolithique: populationnisme et premières considérations religieuses

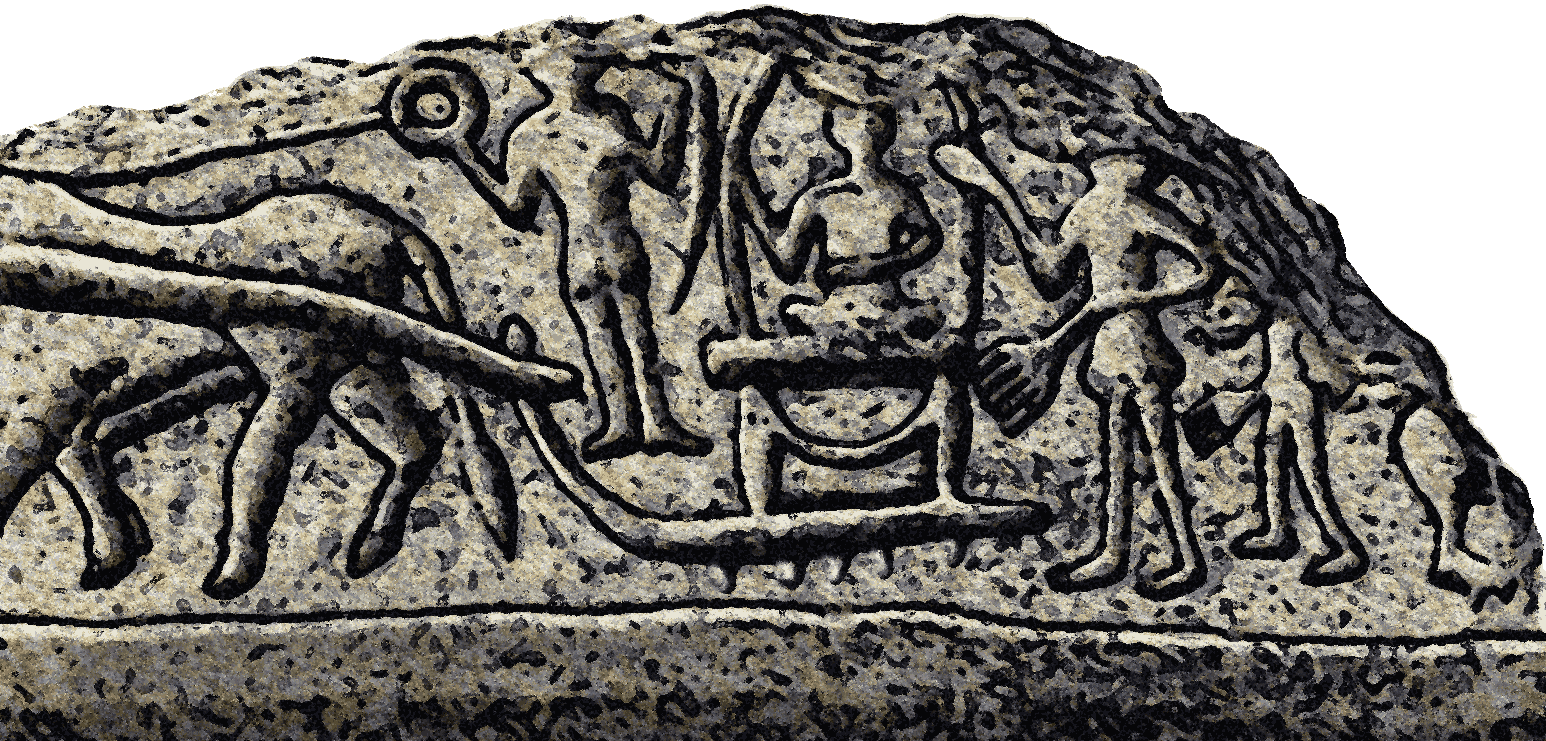
La naissance de l'agriculture, ici représentée par un sceau-cylindre du, a favorisé la sédentarisation et donc le sentiment de surpopulation.

Avec la naissance de l'agriculture, la population mondiale atteint 4 à 5 millions de personnes vers le XIIe siècle av. J.-C. et celle-ci, par conséquent, se sédentarise. Dès lors, en raison de la promiscuité, du contact permanent avec d'autres humains et de la présence d'animaux domestiques dans les foyers, la sédentarité favorise les contagions. L'étude de plusieurs nécropoles, comme à Mehrgarh, dans l'actuel Pakistan, révèle que l'espérance de vie des chasseurs était plus élevée que celle des paysans 2 000 ans plus tard. Mais dans le même temps, l'agriculture et l'élevage ont permis une relative sécurité alimentaire et donc, une forte augmentation de la natalité.
Dès lors que les conceptions religieuses païennes consacreront l'origine de la vie à la divinité, la famille nombreuse sera considérée comme une bénédiction. Au-delà de ces considérations religieuses, le fait d'avoir une descendance est l'assurance, pour les hommes, d'être pris en charge durant leur vieillesse et de pouvoir transmettre leur patrimoine. Plus largement, elle constitue une main d’œuvre peu chère et plus celle-ci est nombreuse, plus elle permettra au peuple d'en dominer numériquement un autre.

## Le concept sous l'Antiquité

### L'exemple hébraïque: le nombre comme arme
Dans l'Ancien Testament, le péché d'Onan est interprété comme un outrage au Créateur. Le récit de la Genèse raconte qu'Onan, refusant de féconder l’épouse de son défunt frère (comme la tradition l'exigeait), aurait préféré « laisser sa semence se perdre dans la terre ». Réprimé pour cette attitude, Dieu le fit mourir. Néanmoins, selon le commentaire de la Bible du rabbin Raschi, Onan aurait été puni pour avoir transgressé les lois du lévirat, plus que « pour avoir gaspillé sa semence ». Le nom d'Onan restera dans le judéo-christianisme marqué d'infamie et constituera le fondement théologique de la condamnation de la contraception chez les commentateurs bibliques chrétiens.
Des rapports de force s'établissent entre groupes humains, formés en entités politiques. Le nombre devient alors un élément de puissance : il permet d'accabler l'intrus. Ainsi, le prophète Jérémie fait-il dire à Yahvé « Je les rends prolifiques, ils ne déclineront point. ». Dans le livre d’Ézéchiel, cette intention est encore plus explicite : « Je multiplierai sur vous les hommes, la maison d'Israël toute entière... ; ils se multiplieront et fructifieront, je vous rendrai aussi peuplés qu'autrefois... ; je ferai marcher sur vous des hommes, mon peuple d'Israël, ils prendront possession de toi ». Néanmoins poussés par la famine, les Hébreux demandent l'asile en Égypte, et s'installeront dans le delta du Nil. Comme le reconnaît le livre de l'Exode, « les fils d'Israël fructifièrent, pullulèrent, se multiplièrent et devinrent de plus en plus en forts : le pays en était rempli ». Leur nombre devint une menace pour le pharaon, qui décida l'infanticide des nouveau-nés mâles.
Sous la conduite de Moïse, les Hébreux reviennent vers Canaan, la Terre promise. Dieu ordonne alors à Moïse de recenser le peuple et ses biens. Celui-ci déclare : « Allons-y ! Montons, et emparons-nous du pays ; nous arriverons certainement à le soumettre ». La surpopulation est donc une stratégie de conquête, consciemment utilisée par les peuples du Proche-Orient, puisque, après avoir laissé passer une génération, les Hébreux, qui se sont multipliés, se préparent à envahir la Palestine.

### La Grèce antique: privilégier la qualité à la quantité

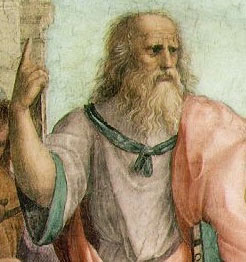
Platon définit un optimum de population au-delà duquel la cité perdrait de son unité et privilégie un accroissement qualitatif, plutôt que quantitatif, de la population.

Le sentiment de surpopulation est très présent dans la Grèce antique, qui tient notamment au fait que les cités sont cloisonnées dans des plaines étroites et séparées par des montagnes difficiles d'accès. Leur superficie est généralement comprise entre 100 et 200 km2, exceptions faites d'Argos (600 km2), d'Athènes (2 600 km2) et de Sparte (8 000 km2). Par ailleurs, la croissance démographique est forte, grâce à une alimentation saine composée de céréales, de légumes, de poisson et d'huile d'olive ainsi qu'à une situation sanitaire plutôt satisfaisante. Cette croissance se fait néanmoins au détriment de l'environnement puisque les collines sont déboisées à la fin du VIIe siècle av. J.-C. La disparition des forêts est constatée par Platon dans le Critias, Solon recommande en -590 de ne plus cultiver de plantes en raison de leur érosion tandis que Pisistrate recommande la plantation d'oliviers pour le maintien du sol. Au milieu du Ve siècle av. J.-C., on dénombre 3 millions d'habitants pour l'ensemble Grèce-Macédoine-Épire.
Un contrôle des naissances s'opère alors dans la Grèce antique. Hippocrate mentionne à de nombreuses reprises des méthodes abortives, dont l'utilisation du sulfate de cuivre. Socrate, fils de sage-femme, racontait qu'« en administrant des médicaments ou en prononçant des incantations, les sages-femmes peuvent donner l'éveil aux douleurs d'enfantement, ou bien, à leur gré, les amollir et que, si elles jugent utile l'avortement du fœtus, encore peu avancé, elles le font avorter ». De nombreux cas d'abandons de nouveau-nés sont recensés et cette pratique est d'ailleurs réglementée à Sparte dans un esprit eugénique. En effet, à la naissance, le nouveau-né était présenté (exposé) aux anciens et en fonction de sa beauté (ou de sa laideur), le nouveau-né était soit pris en charge, soit jeté aux Apothètes, un gouffre situé au pied du Taygète.
Pour autant, la stérilité n'est pas souhaitée et le mariage est même encouragé, des sanctions financières étant prévues contre les célibataires. Il ne s'agit cependant pas d'inciter à faire le plus d'enfants possible mais d'en avoir assez pour perpétuer la lignée, assurer à la cité des citoyens et assurer le culte des ancêtres, ce qui est indispensable pour le bonheur des défunts dans l'autre monde.
Malgré leurs divergences notoires, Platon et Aristote, qui se sont intéressés au débat de la surpopulation, ont des positions semblables. Platon l'évoquera dans ses deux plus grands dialogues, La République et Les Lois. Dans le premier, il décrit la cité idéale, en définissent un optimum de population, seuil à partir duquel la population devient suffisante pour assurer la division du travail nécessaire à la production de ressources et pour que les citoyens gardent un sentiment d'unité. L’État, qui aura défini cet optimum, veillera à ce qu'il reste stable, par une stricte réglementation des mariages et de la qualité des reproducteurs, en accordant notamment aux meilleurs guerriers le droit à une plus large permission de coucher avec les femmes, pour qu'un maximum d'enfants naissent de leur semence. Le second dialogue, Les Lois, est conçu comme un ensemble de propositions destinées à une application concrète. Il suggère ainsi la répartition de la terre en 5 040 lots d'égale superficie, distribués en propriété privée aux citoyens, un nombre divisible par tous les nombres entiers de 1 à 12, sauf 11. Si la population tombe en dessous de l'optimum, il propose de faire appel à l'immigration sélective tout en veillant à la qualité, l’homogénéité et l'identité culturelle de ladite population. La mise en place de cette politique doit en outre être assurée par une surveillance policière accrue, des sanctions pécuniaires et sociales à quiconque enfreindrait la législation et l'utilisation importante de propagande. L'idéal démographique de Platon est celui d'une population stationnaire, motivé par des raisons essentiellement politiques, le nombre de citoyens devant faciliter leur participation à la direction de affaires. Les questions démographiques de la Cité ne sont donc pas posées en termes économiques, la richesse étant perçue comme provenant d'une nature généreuse plutôt que du travail.
Aristote s'inscrit dans le prolongement de son précepteur mais lui reproche de n'avoir pensé qu'à réglementer le nombre de lots et non celui des enfants, qui va de pair. Il est par ailleurs moins préoccupé par le manque de ressources que générerait une surpopulation que par le maintien de l'ordre. Une cité trop peuplée, selon lui, est ingouvernable et favorise la criminalité ainsi que les usurpations des droits de cité. Aristote s'intéresse davantage à l'organisation du travail que Platon et, de ce point de vue, considérait que la Cité, si elle ne devait pas être trop peuplée, ne devait pas non plus être trop petite, afin que la division du travail satisfasse l'ensemble des besoins de la population.
Au IVe siècle av. J.-C., la Grèce est en crise, la guerre du Péloponnèse, qui oppose des cités rivales, accompagne leur déclin respectif, qu'il soit d'ordre politique, économique ou moral. Aussi, les écarts entre riches et pauvres s'accentuent, la vie civique se dégrade et de nouvelles valeurs axées sur la richesse opposent le monde de la terre à celui de l'argent et du commerce. Cette crise s'accompagne d'un déclin démographique que décrit Polybe au IIe siècle av. J.-C. : « La Grèce souffre d'un arrêt de procréation et d'une disette tels que les villes sont dépeuplées. C'est que les gens aujourd'hui, aimant le faste, l'argent et la paresse par-dessus le marché, ne veulent plus se marier, ou s'ils sont mariés, élever une famille. C'est tout au plus s'ils consentent à avoir un ou deux enfants afin de les laisser riches et de les nourrir dans le luxe. ».

### La Rome antique sous l'influence grecque

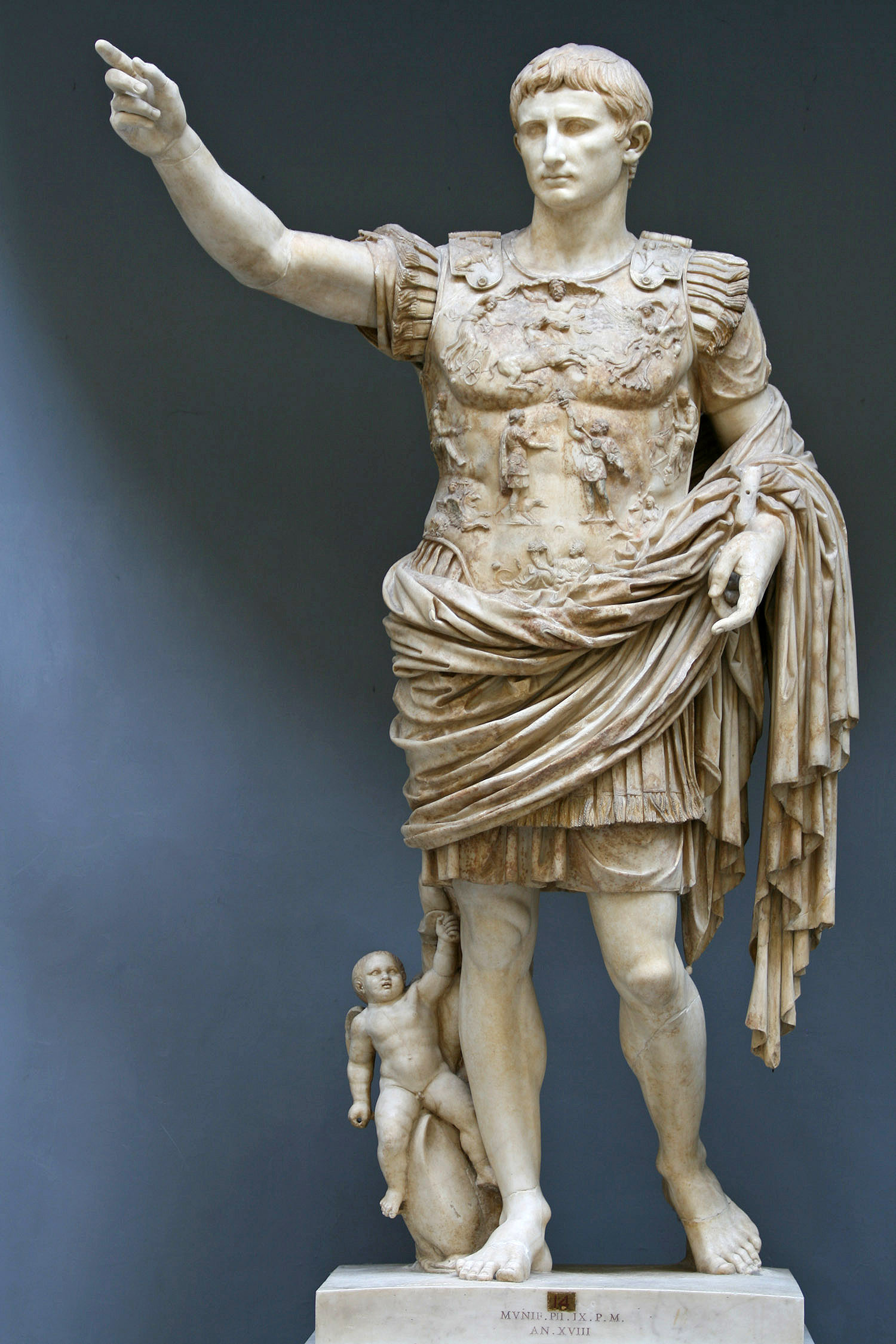
L'empereur Auguste échouera à inverser les comportements hostiles vis-à-vis de la natalité des Romains.

Au début de son histoire, Rome manque d'hommes : l'Ager romanus, c'est-à-dire le territoire propre de la ville, ne compte vers -500 que 120 000 habitants. Ce sous-effectif la met en danger par rapport à ses voisins. L'épisode mythique de l'enlèvement des Sabines en est l'illustration. Avec la conquête de la Grèce, les idées helléniques se répandent : les Romains adoptent le modèle grec de faible natalité. Pour autant, les Romains ne sont pas sujets au même sentiment de surpopulation que les Grecs, étant donné que l'Empire est, en termes de superficie, immense. Néanmoins, avec l'extension des conquêtes, l'immigration s'accentue à Rome : on voit l'arrivée de commerçants, d'affranchis, d'esclaves venus de toute la Méditerranée. Sous l'empereur Auguste, la ville de Rome compte près de 500 000 habitants. Les riches et les intellectuels qui en ont les moyens fuient l'entassement au profit des campagnes.
Préoccupé par cette faible natalité, l'empereur Auguste met en place une législature nataliste, en accordant une situation juridique avantageuse pour les grandes familles, en interdisant aux pères de s'opposer au mariage de leurs enfants, en limitant la durée des fiançailles, en donnant la possibilité aux hommes libres d'épouser des affranchies et, parallèlement, en pénalisant lourdement les célibataires. Cette politique sera un échec et ne parviendra pas à inverser les comportements. Ainsi, dans les classes supérieures, les époux cessent d'avoir des enfants lorsqu'ils ont atteint leur quota de trois enfants, qui leur permet d'éviter les pénalités prévues par les lois augustiniennes. La contraception reste très répandue à Rome avec des pratiques comme le coït interrompu, l'usage de pessaires, les injections, les lavages et l'élaboration de potions à base d'hellébore ou d'armoise. Contemporain d'Auguste, Ovide raconte, dans son œuvre  Le Noyer : « Maintenant, la femme qui veut paraître belle corrompt l'utérus, et celle qui veut être mère est rare aujourd'hui ».
Longtemps occultée par l'historiographie, l'homosexualité était, selon John Boswell, également répandue de manière importante et ce, à tous les niveaux de la société. Au IVe siècle Jean Chrysostome écrit d'ailleurs qu'à Antioche, les hétérosexuels formaient une minorité. Les pratiques sexuelles non procréatrices étaient courantes. Aussi, d'après l'historien romain Dion Cassius, le philosophe Sénèque aurait initié son élève Néron à la sodomie. Par la manière dont les Romains eux-mêmes se comparent par rapport aux autres peuples, l'historiographie illustre en outre la faible fécondité du monde romain. Ainsi, Strabon s'étonne-t-il du fait que les Égyptiens ne pratiquent pas l'exposition des nouveau-nés tandis que Tite-Live raconte que la Gaule est surpeuplée. À Rome, l'exposition des nouveau-nés était pratiquée, en dernier ressort, jusqu'à l'interdiction de l'infanticide par Constantin en 315.

## L'expansion du christianisme et ses apports (IIIe-Vesiècle)

### La christianisation de l'Empire romain
Avant la christianisation, le contexte culturel de l'Empire romain reste peu favorable à la fécondité. La philosophie hellénistique, représentée par le néoplatonisme, l'épicurisme et le stoïcisme garde une forte prégnance sur les Romains. Ces écoles prônent un mariage à but procréatif mais dissocient le mariage et l'amour ; elles mettent l'homosexualité et l'hétérosexualité sur le même plan. Par ailleurs, des contradictions subsistent : ainsi, les adeptes du stoïcisme sont partagés entre les détracteurs du mariage (qui voient dans le mariage un obstacle à l'acquisition de la sagesse) et ceux qui recommandent le mariage au point de vue politique et civique, comme Hiéroclès. Progressivement, l'Empire romain se christianise : au début du IVe siècle, l'empereur Constantin accorde la liberté de culte aux chrétiens par l'édit de Milan en 313. En 391, Théodose fait du christianisme la religion officielle et obligatoire de l'Empire. Ce processus de christianisation aura un impact important sur la politique conduite par les empereurs romains : en effet, si Auguste, Néron, Trajan et Hadrien mènent une politique que l'on pourrait qualifier de populationniste, l'empereur Constantin, sous l'influence du christianisme, prône la chasteté et la continence, et exalte le célibat. Plus tard, l'empereur romain d'Orient Justinien achèvera de supprimer les lois d'Auguste.
Précipité dans sa chute par les invasions barbares, l'Empire romain d'Occident se désintègre et donne lieu à la transformation de l'organisation politique, économique et sociale de la nouvelle Europe occidentale. Le pape Zosime écrit au Ve siècle : « La population a tant baissé en beaucoup de provinces que les Barbares ont été appelés. », mettant ainsi en garde contre un dépeuplement de l'Europe, la rendant ainsi vulnérable à nouvelles invasions.

### Ancien Testament et Nouveau Testament: des conceptionsa prioriambivalentes
Si l'Ancien Testament semble avoir donné sa bénédiction au mariage, à la procréation et à l'expansion de l'humanité (plus particulièrement celle du peuple élu), le Nouveau Testament glorifierait la chasteté et la virginité. Ainsi, tandis que la tradition hébraïque autorisait la polygamie, la répudiation de l'épouse stérile et le concubinage à des fins de reproduction, les Évangélistes témoignent de la dignité, voire de la nécessité de la chasteté par le célibat du Christ et la virginité perpétuelle de Marie. Refusant toute ambivalence, les Pères de l’Église s'attarderont à démontrer que Dieu n'a qu'une parole, qui n'a pas changé entre l'ordre qu'il a donné à Adam et Ève de se multiplier et la déclaration de saint Paul selon laquelle « il est bon pour l'homme de s'abstenir de la femme ».
Dans l'Ancien Testament, l'une des premières paroles de Dieu est cet ordre formel et sans restriction : « Croissez et multipliez » ou, selon la traduction œcuménique de la Bible, « Soyez féconds et prolifiques, remplissez la terre et dominez-la », un commandement énoncé une deuxième fois, après le Déluge. Néanmoins, les derniers livres de l'Ancien Testament livrent un autre point de vue : aussi, les livres écrits sous la domination hellénistique et influencés par conséquent par le scepticisme et le rationalisme de la pensée grecque sont-ils moins favorables à une expansion sans restriction. Le livre de l'Ecclésiaste proclame vers le IIIe siècle av. J.-C. que « tout est vanité » : « Avec l'abondance des biens abondent ceux qui les consomment ». Au Ier siècle av. J.-C., le Livre de la Sagesse proclamera : « Heureuse plutôt la femme stérile... heureux aussi l'eunuque,... mieux vaut ne pas avoir d'enfants et posséder la vertu ».
Le récit de la vie de Jésus que fait le Nouveau Testament le caractérise par son célibat, par le fait qu'il soit né d'une vierge et par le périple qu'il effectue avec des disciples exclusivement masculins. Ce portrait laisse donc à penser qu'il peut difficilement faire l'apologie d'un état qu'il refuse pour lui-même et ses apôtres. Dans l'évangile selon Matthieu, il paraît hostile à la procréation : « Malheur aux femmes qui seront enceintes et à celles qui allaiteront en ces jours-là ! » et rejette par ailleurs les liens du sang au profit des liens spirituels : « Quelqu’un lui dit : "Voici, ta mère et tes frères sont dehors, et ils cherchent à te parler". Mais Jésus répondit à celui qui le lui disait : "Qui est ma mère, et qui sont mes frères ?" Puis, étendant la main sur ses disciples, il dit : "Voici ma mère et mes frères." ». Dans l'évangile selon Luc, il accorde peu de considération pour le mariage : « Les enfants de ce siècle prennent des femmes et des maris ; mais ceux qui seront trouvés dignes d’avoir part au siècle à venir et à la résurrection des morts ne prendront ni femmes ni maris. ».

La conception de la fécondité selon l'Ancien et le Nouveau Testament
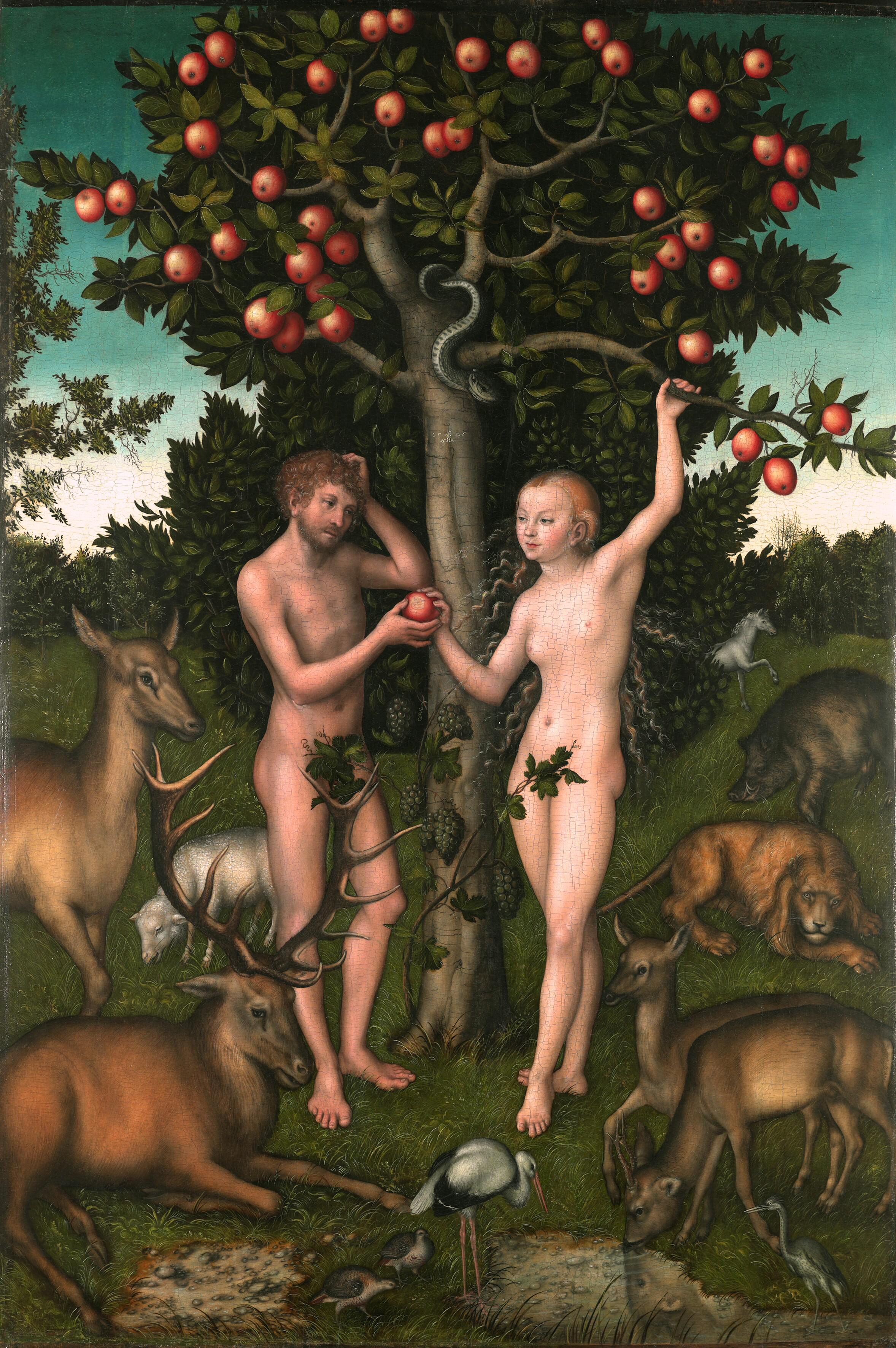
L'ordre donné à Adam et Ève (ici représentés par Lucas Cranach l'Ancien) de « croître et multiplier » illustre la volonté de l'Ancien Testament de l'expansion de l'humanité.
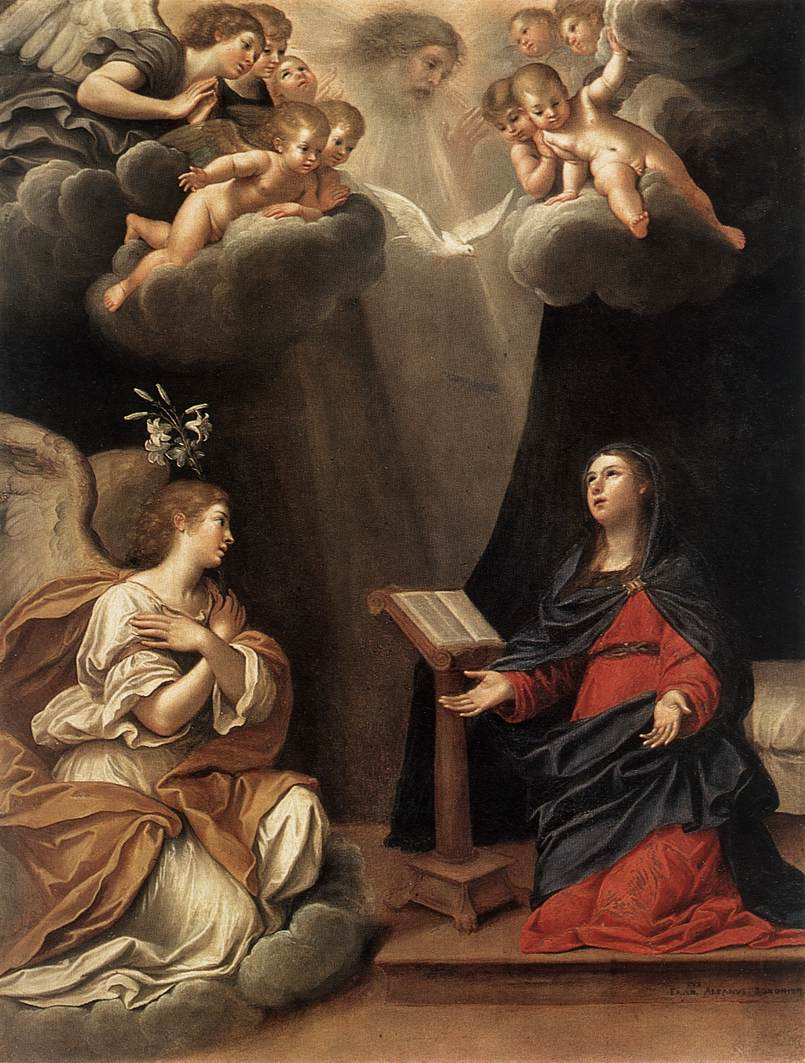
L'Annonciation (ici peinte par L'Albane) illustre la virginité perpétuelle de Marie, glorifiée par le Nouveau Testament.

### Les Pères de l'Église favorables à la continence
Dès le IIIe siècle, les signes du déclin de l'Empire romain d'Occident se manifestent : à la veille de la fin du monde antique, les Pères de l'Église penchent en faveur de la virginité. Auteur latin converti au christianisme, Tertullien annonce la proximité de cette fin du monde et conseille par conséquent de mener une vie ascétique, en renonçant au mariage et à la procréation. Son contemporain grec Origène estime à ce titre qu'il faut s'affranchir de toutes les passions, et en particulier de l'instinct de reproduction. Tertullien affirmait en outre qu'il n'était nul besoin d'augmenter la taille des familles, considérant que l'homme avait un impact néfaste sur la Terre : « comme témoignage décisif de l'accroissement du genre humain, nous sommes un fardeau pour le monde ; à peine si les éléments nous suffisent ; les nécessités deviennent plus pressantes, cette plainte est dans toutes les bouches : la nature va nous manquer ». Il considère même les « pestes, les famines, les guerres, les gouffres qui ensevelissent les cités » comme un « remède ».
Au IVe siècle, Grégoire de Nysse exprime avec plus de virulence son opposition au mariage et à la procréation. Dans son Traité de la virginité, il montre que donner la vie, c'est donner la mort : « En effet, la procréation corporelle... n'est pas plus principe de vie que de mort pour les hommes ». Jean Chrysostome écrira en 380 un traité Ad viduam juniorem (À une jeune veuve), puis un Sur le mariage unique en 383 dans lesquels il condamnera le remariage, bien qu'à travers eux, ce soit une critique contre le mariage qui fut formulée. Dans son Traité sur la virginité, il s'opposera de manière plus radicale au mariage et à la procréation, écrivant par ailleurs que, devant un monde « plein » et suffisamment peuplé, le temps de « croître et multiplier » est révolu.
Le débat sur la fécondité et la virginité atteindra son paroxysme à la fin du IVe siècle et divisa profondément l’Église. Avant 383, Helvidius, hérésiarque chrétien, défend le mariage en s'appuyant sur le fait que Marie et Joseph étaient mariés et avaient plusieurs enfants puisque les Évangiles mentionnent les « frères » de Jésus, ce à quoi Jérôme de Stridon répondit que Joseph n'était que le gardien de Marie tandis que l'existence des « frères » de Jésus ne tiennent qu'à une mauvaise interprétation du terme dans les Évangiles. Plus tard, il s'opposa dans son traité Contre Jovinien au moine Jovinien qui affirme que les personnes menant une vie d'ascèse ont les mêmes mérites que les personnes qui ne la pratiquent pas, et que les péchés sont d'égale importance,.
Au Ve siècle, la politique de l’Église est toujours favorable à la virginité et cette position s'incarne notamment à travers Théodoret de Cyr ou Avit de Vienne qui, dans le De laude virginitatis, décourage sa sœur du mariage. Dans son traité Ad ecclesiam adversus avariciam, l'auteur Salvien de Marseille considère qu'il y a trop d'enfants et que cela nuit à la charité, les parents hésitant à donner, afin de ne pas léser leurs héritiers : cet argument contre la procréation, alors novateur, sera notamment souvent utilisé au cours du Moyen Âge. Des courants de pensée, que saint Augustin listera dans son Livre des hérésies, s'opposent également à la procréation. Il marque ainsi la différence entre les théologiques orthodoxes et les sectes hérétiques, telles que les Valésiens qui se rendent eunuques pour servir Dieu ; les apostoliques qui rejettent tout ce qui touche, de près ou de loin, au sexe ou les adamites qui refusent les relations sexuelles sous prétexte que le couple initial n'a fait l'amour qu'après le péché originel.
Néanmoins, si l’Église défendait la virginité, elle n'approuvait pas le contrôle des naissances : Tertullien comparait l'avortement tardif à un infanticide, tandis que recourir à cette pratique faisait de la femme une prostituée et du mari un adultère pour saint Augustin. Ce dernier, avec saint Jérôme et Épiphane, condamnait sans équivoque le coït interrompu.

## Le concept sous le Moyen Âge (Ve–XVesiècle)

### Conséquences de l'essor démographique sur les conditions sanitaires et l'imaginaire collectif

#### Estimations de la démographie médiévale (VIe–XIVesiècle)

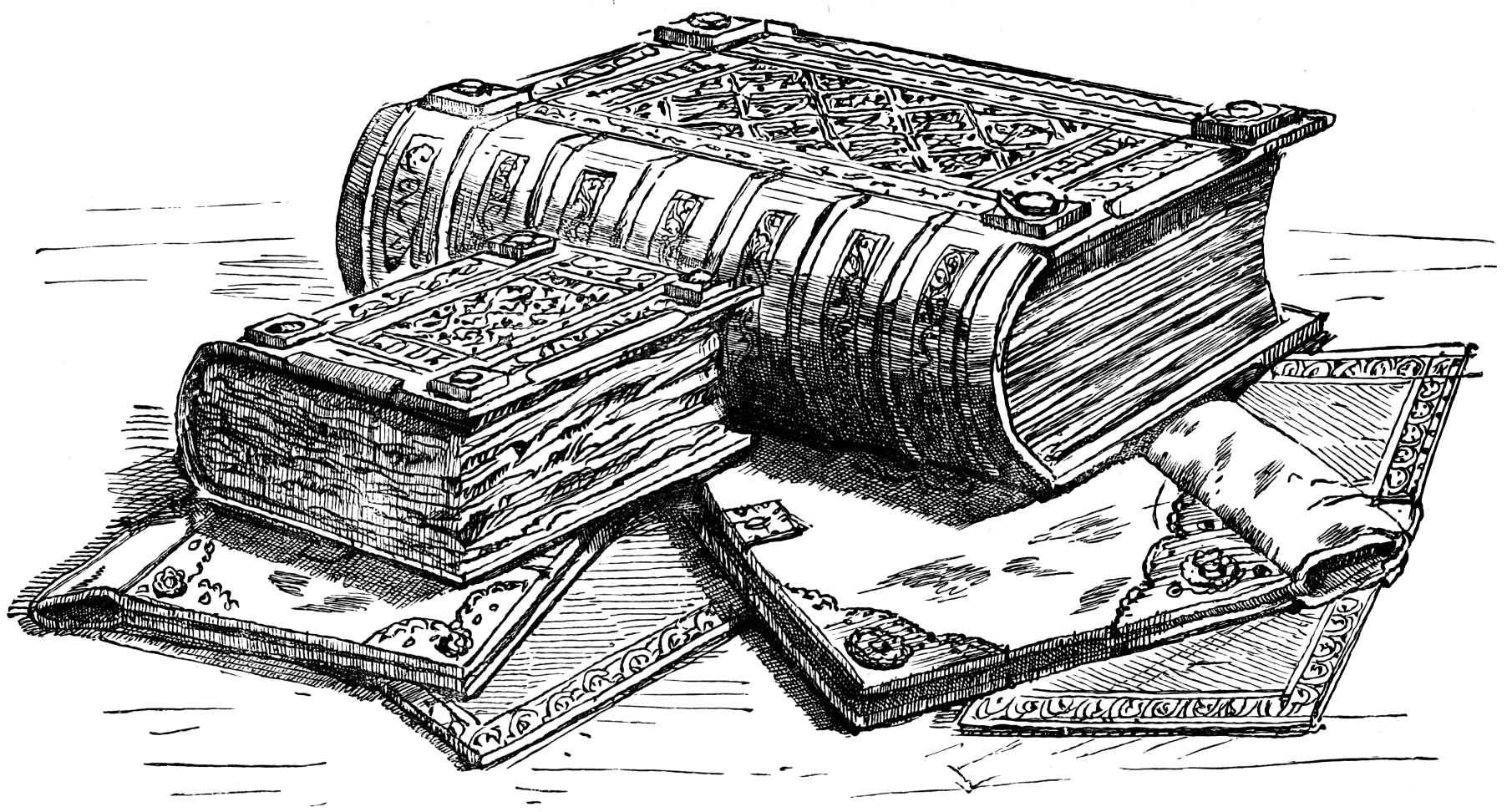
Le Domesday Book, ici dessiné par William Andrews en 1900, recense les biens et sujets du nouveau roi d'Angleterre Guillaume le Conquérant au XI.

Le recensement de la population médiévale est difficile à obtenir depuis la chute de l'Empire romain, les souverains des royaumes barbares n'ayant ni le désir, ni les moyens de comptabiliser leurs sujets. En effet, peu à peu convertis au christianisme depuis l'édit de Milan de 313, les souverains du système féodal médiéval sont imprégnés de la thèse de saint d'Augustin qui, dans La Cité de Dieu (426), préconise l'indifférence de l’Église chrétienne à l'égard des questions démographiques et plus largement politiques et économiques. En ce sens, alors que l'Antiquité abordait les questions de population sous un angle politique, le Moyen Âge privilégie un point de vue théologique et moral. Seuls les polyptyques des grands monastères, qui dressent l’inventaire de leurs biens et de leurs dépendants, permettent d’estimer la démographie durant la dynastie carolingienne, entre le VIIIe et le Xe siècle. À partir du XIe siècle, les principales monarchies européennes organisent de rares dénombrements dont l’interprétation reste délicate. En effet, les documents fiscaux comptabilisaient non pas les individus mais les feux, c’est-à-dire les foyers familiaux dans leur ensemble. Toutefois, en 1096, le Domesday Book permet le recensement précis de tous les sujets et les biens du royaume d'Angleterre que Guillaume Ier venait de conquérir. En France, l'État des paroisses et des feux, réalisé en 1328, constitue le seul dénombrement de l'ensemble du royaume.
Malgré leur rareté, les sources disponibles suffisent à établir le constat d'une amorce d'une reprise démographique au VIIIe siècle, lente et ponctuelle, grâce à la disparition des grandes épidémies et l'espacement des famines. L'empire de Charlemagne, avec ses 15 à 18 millions d'habitants, n'est pas uniformément peuplé : aussi, le polyptyque de Saint-Germain-des-Près donne des densités de 26 à 29 hab./km2, avec un taux de fécondité de 5,1 enfants par femme dans de nombreux secteurs de l'actuelle Île-de-France. Par ailleurs, cette reprise démographique est permise par la stabilisation de la cellule familiale : la lutte des autorités ecclésiastiques contre l'avortement, l'infanticide et le concubinage est loin de faire disparaître ces conduites mais façonne peu à peu les esprits en culpabilisant ses auteurs,.
De l'an 1000 à l'an 1340, la population européenne passe de 24,7 à 55,9 millions d'habitants, soit une croissance de 126 % et une augmentation annuelle moyenne de 2,41 %. L'historien médiéviste Guy Fourquin constate que « vers 1300, les campagnes d'Occident étaient donc à la fois surpeuplées et menacées à brève échéance de catastrophes ». En effet, prenant l'exemple du Vexin, il y décrit des densités vers 1300 supérieures à celles de 1800, causant une extrême fragmentation des exploitations paysannes ainsi qu'une forte hausse des prix des céréales et une baisse des salaires.

#### Le surpeuplement à partir duXIVesiècleet ses conséquences

L'ampleur de la peste noire, qui décima l'Europe entre 1347 et 1352, rendra difficile jusqu'au milieu du XV tout redressement démographique.

L'Europe de 1300 est surpeuplée par rapport à ses capacités productrices. Alfred Fierro écrit d'ailleurs à propos du Dauphiné : « Le nombre exagéré de bouches à nourrir me semble à l'origine des famines qui n'ont cessé de frapper l'Europe à partir de 1315 ». Ce constat est partagé par la majorité des historiens. Ainsi, l'explosion démographique de l'Europe est nettement ralentie par des crises alimentaires, à l'instar de la grande famine de 1315-1317, qui aurait causé la mort de millions de personnes sur le continent. Par exemple, la ville belge de Ypres déplora, entre mai et octobre 1316, 2 794 morts de faim. Plus tard, la peste noire tuera entre 30 et 50 % de la population européenne, entre 1347 et 1352. Cet événement marquera durablement la démographie médiévale : alors qu'avant 1348, chaque famine était suivie par un sursaut de la natalité qui comblait rapidement le recul démographique, la mort noire, en raison de son ampleur, empêchera tout renouvellement de la population.
Il faudra attendre les années 1440 et 1450, soit plus d'un siècle, pour constater un redressement démographique, aussi bien dans les villes que dans les campagnes. L'âge du premier mariage est à ce propos un révélateur pertinent de ces évolutions : très élevé au début du XIVe siècle en raison de la surpopulation, il s'abaisse pendant la période de recul démographique et remonte vers la fin du XVe siècle.

#### Le sentiment de surpeuplement dans l'imaginaire collectif
Si le clergé garde le monopole de l'expression écrite, plusieurs sources attestent le sentiment de surpeuplement qui anime divers milieux de la population médiévale. Ainsi, certaines chartes de fondation de villages et de bastides donnent explicitement comme motif la nécessité de répondre à une pression démographie accrue. L'édification du bourg nouveau d'Argenton-Château en 1068-1069 est justifiée en latin « propter populorum augmentationem et propter castelli dilatationem »,.
En 1095, dans son appel de Clermont, le pape Urbain II invite la chrétienté à se développer en Orient pour profiter de la place et des richesses. Dans une bulle papale du 26 septembre 1317, Jean XII justifie la création des diocèses de Lavaur et de Mirepoix par le fait « ... que la multitude des habitants a crû de façon démesurée ; ... le très Haut a fécondé la cité et le diocèse de Toulouse d'une telle multitude d'habitants qu'un seul pasteur n'y peut plus suffire ». En créant le diocèse de Rieux le 15 juillet 1317, il avait déjà constaté que « Dieu a multiplié la population ».
Selon Pierre Riché, dès le haut Moyen Âge, « bien des hommes et des femmes refusent l'enfant pour des raisons morales ou économiques ». À travers les décisions conciliaires et les pénitentiels, on discerne des motivations qui tiennent à la peur du surnombre de la famille : le pénitentiel attribué à Bède le Vénérable prévoit des peines moins sévères si l'infanticide est motivé par la peur de ne pas pouvoir nourrir l'enfant, prévoyant trois ans de pénitence au lieu de sept.
Pourtant, les famines ne sont pratiquement jamais attribuées à un excédent de bouches à nourrir par les contemporains qui mettent en cause le niveau des récoltes, lesquelles dépendent des conditions climatiques et donc, de la volonté divine. De manière plus isolée, les interrogatoires de l'Inquisiteur Jacques Fournier à Montaillou, portant sur la période 1280-1324, révèlent un certain sentiment de surpopulation de la part de la communauté cathare, pour des raisons religieuses. Celle-ci s'inquiète notamment du devenir des âmes après la mort : « Où donc, déclarent trois d'entre eux, pourrait-on mettre ces âmes tellement nombreuses de tous les hommes qui sont morts et de ceux qui sont encore vivants. À ce compte, le monde serait plein d'âmes! Tout l'espace compris entre la ville de Toulouse et le col de Mérens ne parviendrait pas à contenir celles-ci. ». Cette inquiétude explique ainsi la croyance des cathares en la métempsycose, c'est-à-dire en le transvasement d'une âme d'un corps vers un autre, qu'elle va animer.

### Débats sur la surpopulation dans la sphère intellectuelle et religieuse

#### Critiques du mariage et de sa finalité procréatrice

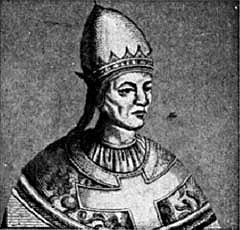
Le pape Grégoire VII, principal artisan de la réforme éponyme soumettra les prêtres au célibat sacerdotal.

Le thème de la contraception et de la stérilité resurgit dans les manuels de confesseurs de théologiens comme Alain de Lille, Pierre de Poitiers, Robert de Flamborough ou Thomas de Chobham. Ce dernier évoque implicitement, dans sa Summa confessorum, la pratique de la sodomie pour éviter la procréation : « Certains abusent des femmes soit dans l'endroit qui n'est pas fait pour cela, soit en ne respectant pas l'ordre naturel ». La même source mentionne une pratique novatrice chez certains couples, qui consiste à se prêter secrètement serment avant le mariage d'éviter à tout prix l'enfantement,, voire de rester chastes, ce qui pose un problème canonique sur la validité d'un mariage non consommé et détourne la finalité de l'union.
Certains courants de la littérature médiévale critiquent le mariage, vu comme un contrat imposé à deux êtres qui ne s'aiment pas. C'est le cas notamment du Roman de la Rose écrit au XIIIe siècle, des œuvres satiriques des Goliards et de la satire misogyne Les Quinze joies de mariage, également critique à l'égard de la fécondité. Grand succès de la littérature médiévale, La Légende dorée diffuse le modèle de la vierge martyre comme archétype de la perfection humaine tandis que Le Songe du verger vante les mérites de la virginité : « Virginité remplit paradis, et mariage remplit la terre » résume ainsi un vers de l’œuvre.
Cette consécration de la virginité explique en partie le succès des tiers-ordres au XIIIe siècle. La réforme grégorienne a accepté la coupure entre clercs et laïcs, en exigeant le célibat des prêtres, en attribuant aux laïcs la charge de la reproduction de l'espèce et en les réduisant à un rôle passif dans les cérémonies et offices religieux. Entrer dans les ordres constitue donc un moyen de garder un rôle actif au sein de l’Église. La vie religieuse représentait également une échappatoire pour les femmes, mariées de force, qui redoutaient chaque nouvelle grossesse.

#### Craintes d'un sous-effectif de la chrétienté et relativisme scolastique
Le contexte de croisades a permis d'observer la démographie du monde musulman. Alors qu'Urbain II considérait la chrétienté comme surpeuplée, les croisés insistent sur l'importance de l'effectif des Arabes. Pierre le Vénérable estime vers 1140 le nombre de musulmans « à un tiers », voire « presque la moitié du monde ». Les auteurs chrétiens imputent l'importance de ce nombre à la pratique de la polygamie et en la croyance à un paradis peuplé de nombreux houris. Mathieu Paris écrit, entre 1235 et 1259, que la fécondité constitue le point central de la doctrine de Mahomet, qui aurait institué la polygamie pour augmenter rapidement le nombre de ses fidèles. Ce constat est relativisé par d'autres auteurs comme Guillaume d'Auvergne qui considère que l'importance du nombre de musulmans est un leurre, en raison des vastes territoires que les Sarrasins contrôlent. Il considère par ailleurs que les chrétiens monogames font autant d'enfants que les musulmans polygames et que l'hyperactivité sexuelle des musulmans a un effet anticonceptionnel, en ce sens où la recherche primordiale du plaisir les rend peu féconds.
Les scolastiques, influencés par la philosophie grecque, contextualisent l'injonction biblique « Croissez et multipliez », arguant qu'elle n'est dorénavant plus un ordre mais une permission. Aussi, le théologien Pierre Lombard considère-t-il que l'accroissement de la population était un impératif à la création du monde et juste après le Déluge « quand pratiquement toute la race humaine avait été balayée ». « Tout comme au début Abraham plaisait à Dieu par le mariage, maintenant les vierges plaisent par la chasteté. Il servait la loi de son temps, nous servons la loi de notre temps, sur lequel arrive la fin du monde. » écrit-il dans son Livre des Sentences,. Figure prééminente des scolastiques, Thomas d'Aquin, témoin de la forte croissance démographique, est favorable à une croissance modérée de la population. Consacrant la virginité en tant qu'état supérieur à celui du mariage, il met toutefois en garde contre une généralisation de la pratique au nom de la survie de l'espèce humaine. Il rappelle en ces termes l'exigence des tuteurs vis-à-vis de leur progéniture : « Engendrer un homme serait vain si ne lui était assurée sa subsistance sans laquelle il ne pourrait survivre. L'éjaculation de la semence doit être ainsi réglée que s'ensuivent et une génération parfaite et l'éducation de l'engendré... »,.

#### Relecture de l’œuvre aristotélicienne
À partir de la seconde moitié du XIIIe siècle, l'Occident redécouvre les Politiques d'Aristote à travers une première traduction complète entreprise par le dominicain flamand Guillaume de Moerbeke. L’œuvre connaît un succès immédiat, notamment dans les couvents dominicains et franciscains ; des manuscrits ayant été retrouvés dans les universités de Paris, d'Oxford, de Padoue et de Bologne. Largement commentée, l'œuvre d'Aristote intéresse ses contemporains sur ses considérations sur l'ordre public, sur l'intervention de l’État et la taille idéale de la cité. Une étude de Peter Biller du vocabulaire et de la sémantique des commentateurs d'Aristote révèle la fréquence de l'utilisation du terme « excès » et ses superlatifs lorsqu'il s'agit de la population. Ces commentateurs d'Aristote expriment la crainte de la sédition  qu'ils imputent à la pauvreté et donc à la surpopulation.
Les moyens de limiter la population conseillés par Aristote durant l'Antiquité se confrontent toutefois aux contraintes morales chrétiennes du Moyen Âge. Thomas d'Aquin, commentant Aristote, écrit : « Voulant, cependant, qu'ils ne procréent pas de nombreux enfants, afin d'éviter que la multitude des hommes n'excède la quantité de biens, il voulait que les hommes n'aient pas affaire aux femmes, et pour cela il permettait les honteuses relations sexuelles entre les mâles », pointant de fait la pratique de l'homosexualité et mettant en garde contre une réinterprétation trop rigoriste de l’œuvre aristotélicienne. Pierre d'Auvergne, particulièrement préoccupé par le danger du surpeuplement, approuve implicitement les solutions d'Aristote : « Il faut comprendre que, puisque la cité est une communauté qui se suffit à elle-même, les citoyens devraient se suffire, et ne pas être pauvres. Et on devrait donc éviter dans la cité les causes de pauvreté, c'est-à-dire une multitude d'enfants qui se partagent les héritages... [car] n'ayant pas les moyens de faire les choses pour lesquelles ils sont nés, ils seront forcés de les prendre où ils pourront, nuisant aux citoyens et aux autres par le vol, le meurtre, et ils s'allieront aux ennemis »,.
Cette relecture fait de plus en plus la surpopulation un problème socio-économique, y compris dans la sphère intellectuelle, et non plus seulement théologique. L'évêque de Lisieux Nicole Oresme, également savant mathématicien et physicien, conseiller de Charles V en matière économique, rédige Le Livre de Politiques d'Aristote, qui rend accessible pour la première fois aux milieux de cour les débats sur les problèmes démographiques.

## Le concept sous l'époque moderne (XVIe–XVIIIesiècle)

### La force du nombre des grandes monarchies et du pouvoir religieux (XVIe–XVIIesiècle)
Au cours des XVe et XVIe siècles, les nations modernes se constituent : l'unité de l'Angleterre s'opère sous le règne d'Henri VII entre 1485 et 1509, celle de la France à partir du règne de Louis XI entre 1461 et 1483, celle de l'Espagne est réalisée en 1469 par le mariage de Ferdinand d'Aragon et d'Isabelle de Castille et celle des Provinces-Unies (futurs Pays-Bas) avec l'Union d'Utrecht signée en 1579.
Les États deviennent des puissances autonomes qui s'émancipent de l’Église, en particulier ceux touchés par la Réforme protestante, dans un contexte de rupture avec Rome.

#### Généralisation des recensements de la population sous la Renaissance

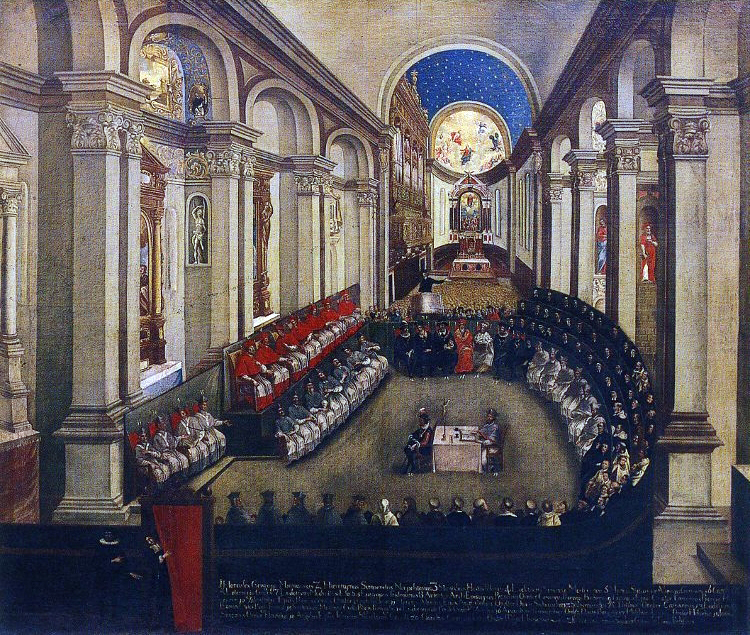
Le Concile de Trente généralisera dès 1563 les recensements dans tous les pays catholiques.

Aux XVIe et XVIIe siècles, la population fait l'objet d'une quantification qui, à défaut d'être réaliste, est très fournie. Les études statistiques se multiplient, parfois sous la demande de souverains européens, et répondant souvent à des fins idéologiques. Ainsi, en 1661, le prêtre jésuite Giovanni Battista Riccioli publie  ses Geographiae et hydrographiae reformatae libri duodecim dans lesquelles il attribue notamment à l'Empire romain une population de 410 millions d'habitants durant le règne d'Auguste, soit six à sept fois la population  réelle. L'objectif de Riccioli est de montrer le recul de la population mondiale depuis cette époque et la stagnation, sinon l'augmentation, des populations infidèles dans les pays non christianisés.
L'entreprise de recensements par les États souverains suscite l'hostilité du peuple qui craint que cela soit fait à dessein de surveillance et notamment la grande noblesse qui y voit une intrusion dans ses affaires. Aussi, la tenue des registres paroissiaux à partir du XIVe siècle devient-elle plus importante avec la Réforme protestante afin de compter les fuites des fidèles vers les confessions adverses. En 1538, le roi d'Angleterre Henri VIII prescrit la tenue rigoureuse de ces registres. L'année suivante, en France, François Ier, par l'ordonnance de Villers-Cotterêts, rend obligatoire la rédaction en français desdits registres et leur dépôt au greffe du tribunal royal le plus proche. L’Église catholique, par le concile de Trente étendra dès 1563 le système à tous les pays catholiques, puis dès 1614 demandera la tenue des registres de baptême, de confirmation, de mariage, de décès et « l'état des âmes », c'est-à-dire l'enregistrement des pêchés.
Pour décrire l'importance de ces recensements, l'historien de la London School of Economics William Letwin évoque en 1963 une « rage de mesurer », qui s'explique par la crainte d'un déclin de la population face aux épidémies ou aux confessions rivales. La chrétienté est en effet divisée, fragmentée en royaumes rivaux, le nombre étant vu comme une force. Pour autant, avant l'avènement de l'absolutisme, seuls les pouvoirs civils sont natalistes puisqu'ils raisonnent dans le cadre national, le pouvoir religieux privilégiant quant à lui la qualité morale sur la quantité. La mainmise des monarchies absolues sur les Églises nationales conduira finalement le pouvoir religieux à se rallier au populationnisme.

#### L'Europe continentale populationniste et l'Angleterre hésitante

##### Europe continentale: «il n'y a de richesses que d'hommes»

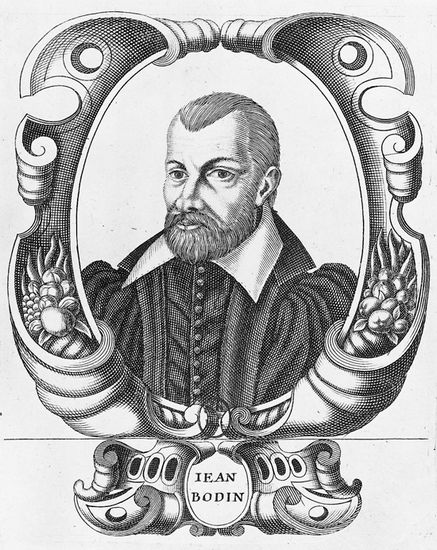
Jean Bodin

Aux XVIe et XVIIe siècles, l'Europe continentale est acquise au populationnisme, qui devient une véritable théorie économique. Cette idée est illustrée par une citation restée célèbre de Jean Bodin dans ses Six Livres de la République selon laquelle « il ne faut jamais craindre qu'il y ait trop de sujets, trop de citoyens, vu qu'il n'y a de richesses ni forces que d'hommes ». Il déplore à l'inverse le dépeuplement et la dégénérescence qui en résulte. Aussi, il s'oppose à Aristote, en affirmant qu'une forte population est un gage de stabilité et de paix sociale, là où le philosophe antique y voyait un environnement favorable à la sédition : « La multitude des citoyens empêche toujours les séditions et factions, d’autant qu’il y en a plusieurs qui sont moyens entre les pauvres et les riches, les bons et les méchants, les sages et les fols ; et il n’y a rien plus dangereux que les sujets soient divisés en deux parties sans moyen, ce qui advient ès républiques ordinairement où il y a peu de citoyens ».
Déjà, au début du XVIe siècle, Nicolas Machiavel proclamait dans Le Prince qu'une forte population permettait d'affirmer sa supériorité sur les voisines et d'étendre ainsi la domination du souverain par la colonisation. D'autres théoriciens vont dans le sens d'un populationnisme, à l'instar d'Antoine de Montchrestien, de Nicolas Barnaud ou d'André Du Chesne.
Les idées populationnistes inspirent également les milieux dirigeants. Ainsi, sous Louis XIV, le ministre Jean-Baptiste Colbert prévoit par l'édit de 1666 des « concessions d'exemptions et de privilèges à ceux qui se marient avant ou pendant leur vingtième année jusqu'à 25 ans, et aux pères de familles ayant dix ou douze enfants » et en appelle à l'immigration d'artisans étrangers. Pourtant, le royaume de France a tendance à se dépeupler en raison des guerres et du départ des Huguenots à la suite de la révocation de l'édit de Nantes en 1685. À ce propos, le théologien Fénelon reproche au roi, dans sa Lettre à Louis XIV de 1693 : « Vos peuples que vous devriez aimer comme vos enfants, et qui ont jusqu'ici si passionnés par vous, meurent de faim. La culture des terres est presque abandonnée. Les villes et la campagne se dépeuplent ». Sans en accuser le roi, Vauban reprend les raisons de Fénelon sur les raisons du relatif dépeuplement du royaume et accorde à la question démographique une place importante dans ses écrits.

##### Angleterre: la surpopulation mène à la paupérisation

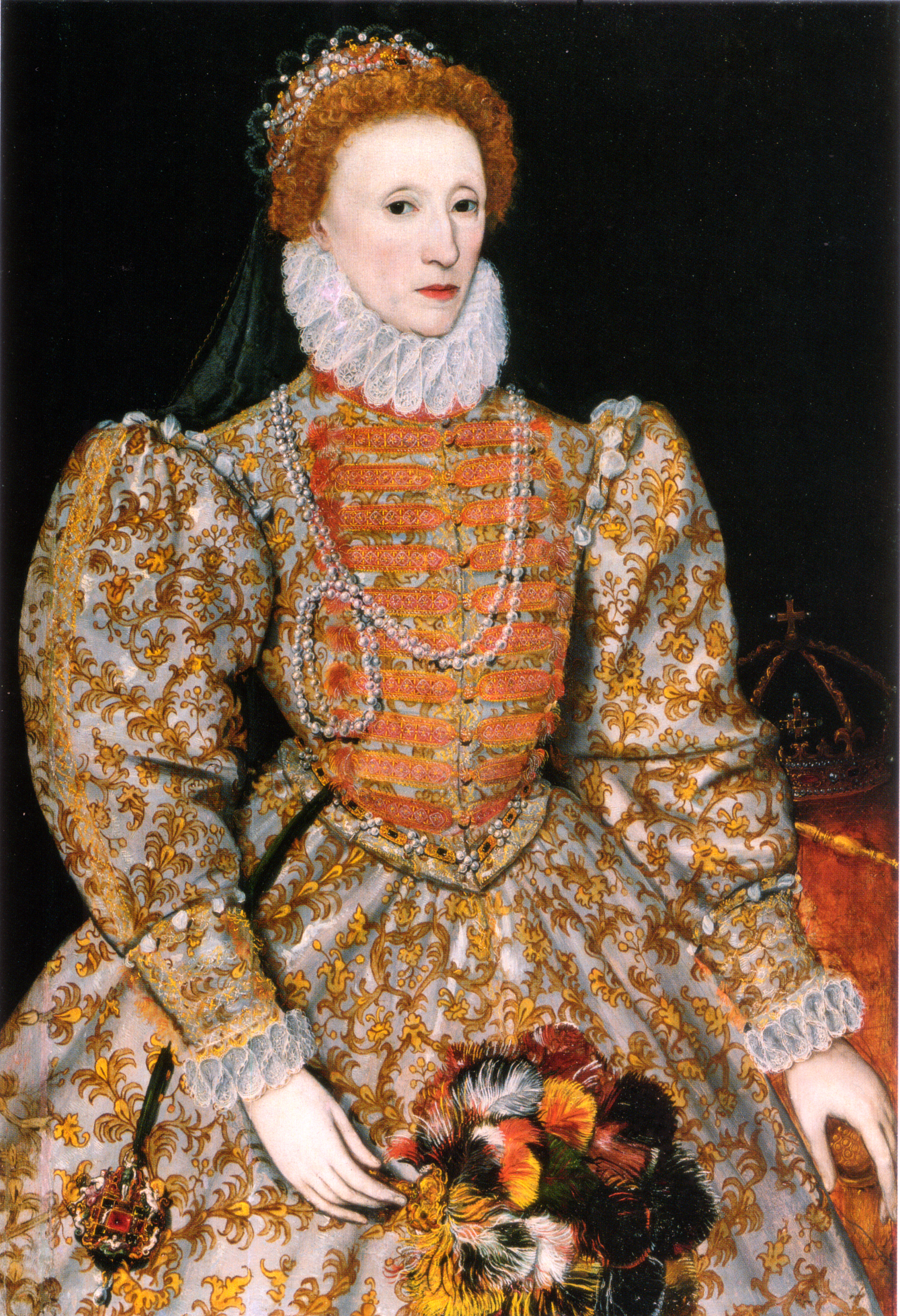
En raison des mutations économiques, l'Angleterre d'Élisabeth Ire (reine d'Angleterre) connaît un exode d'ouvriers ruraux vers les centres urbains, où ils s'entassent dans la précarité, ce à quoi elle répondra par la promulgation des premières Poor Laws.

En Angleterre, le débat sur la population est hésitant, entre d'une part les auteurs utopistes qui plaident pour une forte population, au moins dans leur conception de la Cité idéale et d'autre part les considérations économico-sociales qui plaident plutôt en faveur d'une population moins nombreuse.
Ainsi, les utopistes des XVIe et XVIIe siècles rejettent l'idée de la Cité idéale d'Aristote et considèrent à l'inverse que la force de l’État réside dans le nombre de sujets, dans un contexte d'affirmation des grandes monarchies et principautés. L'humaniste et ministre anglais Thomas More en est une figure. Dans son ouvrage Utopia paru en 1516, il exposa sa propre conception de l'État idéal, qui s'occupe de près des affaires matrimoniales, par une réglementation de l'âge au mariage, de la stricte monogamie et de la possibilité de divorce par consentement mutuel. Il y écrit « [qu']aucune cité ne doit voir diminuer excessivement sa population, ni davantage se retrouver surpeuplée » et que « le nombre des enfants ne saurait être limité ».
Autre utopiste anglais, Francis Bacon expose une autre idée de la Cité idéale à travers La Nouvelle Atlantide parue dans les années 1620, décrivant une île, Bensalem, sur laquelle toutes les mesures sont prises pour favoriser pour la natalité. Pour ce faire, il réhabilite le plaisir sexuel, affirmant que « le plaisir de l'acte de Vénus est le plus grand plaisir des sens » qu'il associe à la procréation. Néanmoins, en dehors de la fiction, il adopte une position plus nuancée, écrivant dans ses Essays que « celui qui a une femme et des enfants a donné des otages à la fortune, car ce sont des obstacles aux grandes entreprises, vertueuses ou mauvaises. Il est certain que les plus grandes œuvres, celles qui ont le plus de mérite pour le public, ont été accomplies par des hommes célibataires ou sans enfants... »,.
À l'exception des auteurs utopistes, l'Angleterre redoute l'excès de peuplement, crainte pouvant être attribuée à la mentalité insulaire de ses habitants. Les Anglais, conscients des limites imposées par un espace aussi restreint que le leur, craignent le manque de ressources. De même, en raison de l'océan environnant qui assure la défense « naturelle » de leur territoire, ils ne sont pas davantage incités à augmenter leur population.
Les registres paroissiaux, instaurés en 1538, permettent de mettre en évidence la faiblesse démographique du royaume d'Angleterre qui ne compte que 5 millions d'habitants en 1700. Pourtant, l'impression de surpeuplement existe et est inhérente aux nouveaux modes d'exploitation agricoles. En effet, depuis le XVe siècle, les seigneurs et grands propriétaires convertissent leurs exploitations, abandonnant les cultures au profit de l'élevage ovin, plus rentable et nécessitant moins de main-d’œuvre. Les ouvriers agricoles, alors réduits au chômage, partent vers les villes où ils mendient et vagabondent. Ces départs causent, dans les villes, un sentiment de surpopulation, cette dernière étant assimilée à la paupérisation. C'est dans ce contexte qu'en 1601, Élisabeth Ire promulgue la première des Poor Laws visant à porter assistance aux populations pauvres. À la fin du XVIIe siècle, Londres, qui a vu sa population croître notamment en raison de l'arrivée de ces ouvriers agricoles congédiés, compte 575 000 habitants, soit plus de 10 % de la population du royaume.

#### Un essor démographique ralenti par les famines et maladies
Plusieurs événements sanitaires et sociaux ont été imputés à une trop forte augmentation démographique au cours de l'époque moderne. Dans les Pays-Bas méridionaux, qui correspondent peu ou prou à l'actuelle Belgique, la population double entre 1475 et 1806, passant de 1,4 à 2,9 millions d'habitants, notamment en raison de l'afflux de réfugiés fuyant les persécutions des régimes absolutistes. Depuis les années 1450, les pays allemands connaissent eux aussi un essor démographique qui permettra de rattraper, vers 1500, le niveau de l'année 1300 qui a précédé l'épidémie de la peste noire. Néanmoins, les signes de surpeuplement sont palpables et sont notamment illustrés par les Douze Articles des paysans de Souabe, qui motiveront la guerre des Paysans allemands et qui font état d'une pénurie de surfaces agricoles et donc, d'une paupérisation et d'une prolétarisation de la population rurale. L'essor démographique sera également ralenti, sinon stoppé, par les disettes, par des épisodes réguliers de peste et par la désastreuse guerre de Trente Ans.
En Europe méridionale, dans le royaume d'Espagne de Philippe II a connu entre 1500 et 1600 un important essor démographique. L'historien Fernand Braudel estime que la population a « peut-être doublé » entre ces deux dates, et que le surpeuplement est patent. Cet effectif permit à Philippe II de mener une politique européenne ambitieuse, par le déploiement de troupes de la Lombardie aux Pays-Bas et l'envoi de l'Invincible Armada contre les Anglais. Pourtant, ce relatif surpeuplement de l'Espagne est aussi à l'origine de la forte hausse des prix sous le Siècle d'or. Dès 1577, l'Espagne est frappée par une famine générale, suivie du typhus, puis de la peste en Catalogne dans les années 1558, 1563 et 1569 jusqu'à la grande peste de 1647-1659. Ces crises sanitaires et alimentaires auront pour conséquence le retardement de l'âge au mariage ainsi qu'une augmentation de la proportion de célibataires et de départs vers l'Amérique. Pierre Chaunu a beaucoup insisté sur ce rôle régulateur de la nuptialité qui suppose une conscience au moins diffuse du phénomène de surpopulation.

#### Catholicisme et protestantisme: les réformes religieuses

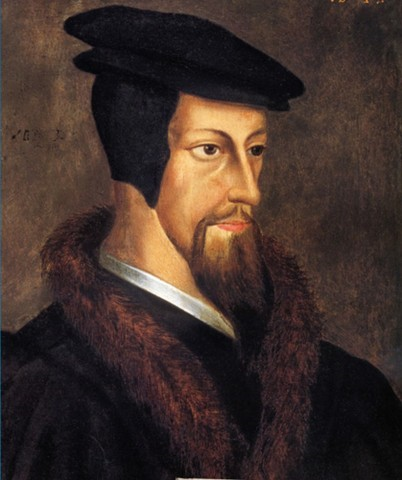
Artisan de la Réforme protestante, Jean Calvin en appelle à la responsabilité des chrétiens vis-à-vis de la procréation.

Culminant dès le XVIe siècle, le protestantisme tend à se distinguer du catholicisme au sujet du surpeuplement. Ainsi, Alfred Perroud oppose « l'attitude de confiance et de résignation des catholiques », lesquels privilégient le « salut de l'âme » comme l'évoque Jacques Cordier en 1643 (dans l'ouvrage La famille sainte où il est traité des devoirs de toutes les personnes qui composent une famille), en écrivant « Il faut attendre et recevoir les enfants de la main de Dieu », au comportement des protestants inspiré de cette déclaration de Jean Calvin : « La bénédiction de Dieu ne réside pas dans une procréation désordonnée, [mais dans] des enfants bien formés, soignés et éduqués, engendrés par des parents conscients des responsabilités qu'ils peuvent assumer ». Pourtant, la différence de taux de fécondité entre pays calvinistes et catholiques n'est pas significative.
À l'inverse, Pierre Chaunu attribue aux catholiques et protestants du XVIIe siècle le même rigorisme ascétique : « La Réforme catholique comme la Réforme puritaine, a mutilé une partie des exaltations phalliques de la culture traditionnelle ». Ainsi, la Réforme catholique, avec son dérivé janséniste, est aussi exigeante que la Réforme protestante concernant les affaires sexuelles. Néanmoins, l'élite et le peuple ne seront pas simultanément affectés par la Réforme catholique : par le biais du nouveau clergé, elle n'atteindra la masse des fidèles qu'à partir des années 1680 jusqu'aux années 1720-1730.

#### L'essor du mercantilisme
Dans un contexte où les États sont devenus des entités autonomes, qui exaltent leur unité, le courant mercantiliste se développe, du XVIe siècle au XVIIIe siècle, et s'appuie sur une nouvelle conception des fins de la société. Jean Calvin fait d'ailleurs du succès commercial un signe de l'élection divine.
Stimuler la croissance de la population assure la puissance militaire et des ressources fiscales suffisantes. Les problèmes de politique économique et de population sont envisagés par chaque nation sous un angle uniquement national. Ces caractéristiques font du populationnisme l'expression démographique du mercantilisme émergeant.
Premier doctrinaire populationniste à s'interroger sur le rapport population-économie, le philosophe italien Giovanni Botero recommande au prince de soutenir l'agriculture et l'industrie afin de favoriser l'augmentation de la population. En effet, il émet l'hypothèse de la nécessité d'un équilibre entre la virtus generativa, c'est-à-dire la propension de l'espèce humaine à se multiplier, et la virtus nutriva, la faculté de produire des subsistances. L'humanité ayant constamment tendance à se multiplier, autant que le lui permet la quantité de subsistances disponibles, l’État qui souhaite accroître sa population doit donc s'efforcer d'augmenter d'abord sa production alimentaire, l'accroissement démographique s'ensuivra automatiquement.
Dans son Traité d'économie politique, dédié au roi Louis XIII et représentatif des thèses mercantilistes, Antoine de Montchrestien motive son populationnisme par des préoccupations économiques – pour assurer le fonctionnement des manufactures naissantes – sociales – pour éviter l'entrée massive des étrangers (il écrira à ce propos « Vos places publiques résonnent d'accents barbares, fourmillent de visages inconnus ») et politiques – un grand nombre d'artisans assurant la constitution d'une classe moyenne est une garantie de stabilité politique.

### Le siècle des Lumières et de Thomas Malthus (XVIIIesiècle)

#### De la simple réserve à la criminalisation des recensements
L'hostilité de la population à l'égard des politiques de recensements, sous-jacente au XVIIe siècle, s'accentue au XVIIIe siècle. Aussi, la monarchie parlementaire anglaise craint que ces recensements ne soient réalisés à des fins fiscales et militaires, pour la conscription, comme l'attestent les propos de William Thornton, député d'York : « À mon avis, ce projet est destiné à renverser les derniers vestiges de la liberté anglaise. Ce nouveau bill marquera l’instauration de nouveaux impôts. Je dirai plus : l’addition de quelques mots en ferait l’instrument de rapine et d’oppression le plus redoutable dont on se fût jamais servi contre un peuple abreuvé d’injustices… De plus, l’enregistrement annuel de notre population fera connaître à nos ennemis du dehors l’étendue de notre faiblesse ». Aucune enquête nationale n'aura donc lieu avant 1801.
Cette crainte n'est pas seulement populaire : certains États interdisent la tenue de recensements, à l'instar de la Suisse où la publication des données démographiques peut même conduire à la peine capitale. Le pasteur Johann Heinrich Waser est décapité le 27 mai 1780 pour avoir publié dans le Briefwechsel les calculs sur la population de Zurich. En 1766, un autre pasteur, Jean-Louis Muret, est blâmé par le Conseil bernois des Deux-Cents pour avoir utilisé les résultats d'un recensement dans un Mémoire sur l'état de la population dans le pays de Vaud en réponse à un concours organisé par la Société économique de Bâle.
La France hésite à aborder la question des dénombrements, délicate depuis la disgrâce de Vauban. Ce n'est qu'à la fin du règne de Louis XV que le contrôleur général des finances Joseph Marie Terray envoie, le 14 août 1772, une lettre circulaire aux intendants, leur enjoignant d'effectuer des relevés annuels exacts de la population de leur généralité : « Il est très important pour l’administration de connaître exactement l’état de la population du royaume ». Cette mesure annonce la sécularisation de l'état civil, qui devient l'affaire de l’État et non plus de l’Église. Elle est cependant difficilement appliquée : il n'est pas calculé le nombre d'habitants mais celui des naissances et des décès. Seul l'abbé Jean-Joseph Expilly parvient à trouver le « multiplicateur universel », le coefficient par lequel le nombre des naissances est multiplié pour obtenir le chiffre de la population.
En Suède, le rapport du secrétaire de l'Académie des sciences, Pehr Elvius, intitulé Sur la force de la population du royaume de Suède, publié en 1746, et qui évalue la population à 2 097 000 est gardé strictement secret. Néanmoins, en 1762, les résultats d'un plan très complet de collecte de données est mis au point par le successeur de Pehr Elvius, l'astronome Pehr Wilhelm Wargentin. Ces résultats font de la Suède le premier pays au monde à divulguer les statistiques détaillées de sa population.

#### En France: le fossé entre les élites intellectuelles et le peuple

##### Déni du surpeuplement et illusion du dépeuplement chez les Lumières

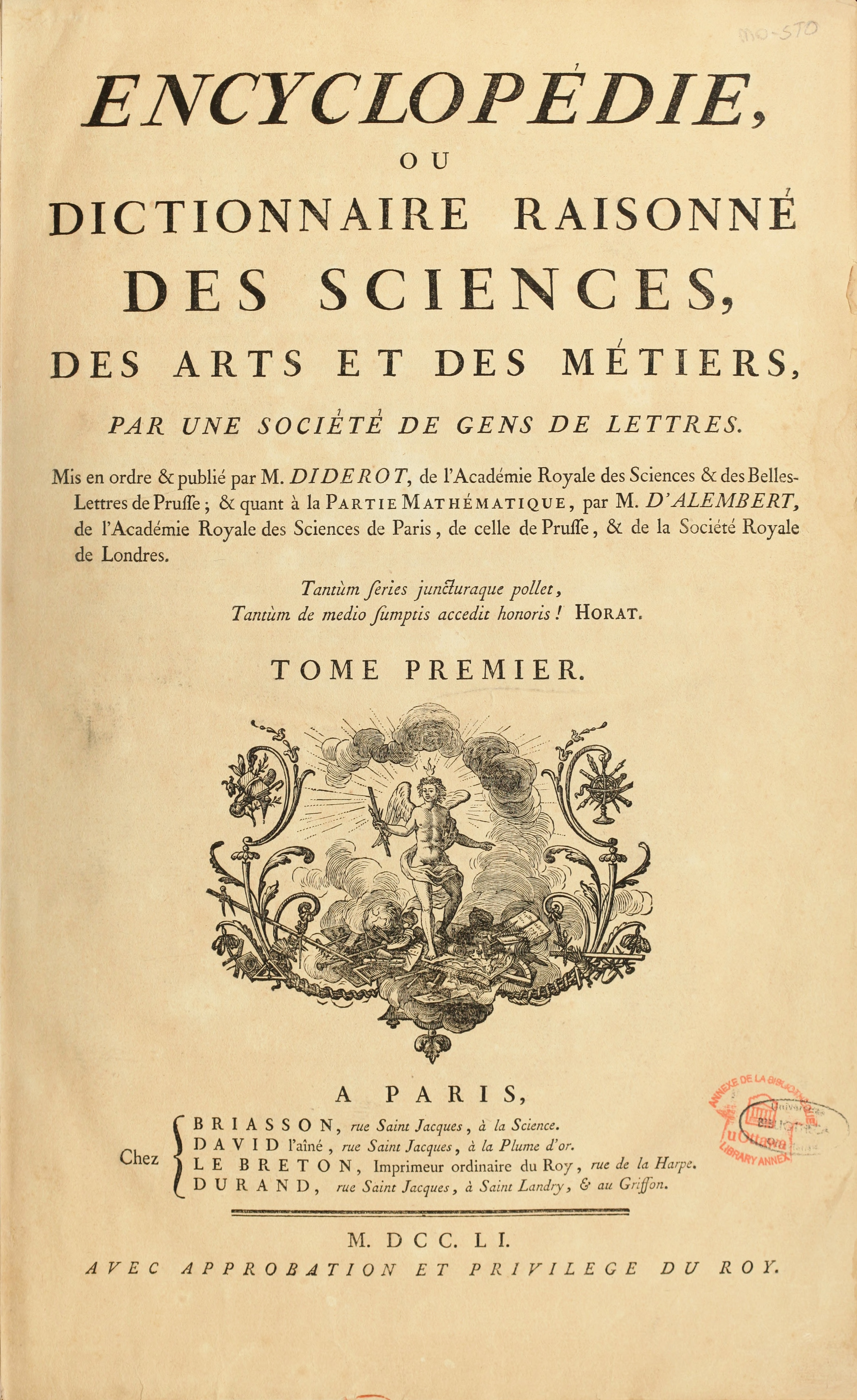
Plusieurs articles de L'Encyclopédie, œuvre maîtresse des Lumières, entretiennent l'illusion du dépeuplement de la France et de l'Europe, alors que des enquêtes chiffrées prouvent le contraire.

Dans leur quasi-totalité, les philosophes français des Lumières sont acquis au populationnisme ou du moins, n'envisagent pas une situation de surpopulation. Persuadés que la qualité de vie dépend de la prospérité globale du pays qui, elle-même, dépend du nombre d'habitants, ils s'accordent sur une diminution, supposée, de la population. En 1734, dans son Essai politique  sur le commerce, l'économiste Jean-François Melon s'interroge sur « les causes du dépérissement » de la France et de « la grande perte d'hommes dans les campagnes ». De nombreux articles de L'Encyclopédie, œuvre maîtresse des Lumières, évoquent un recul démographique, parmi lesquels « Grain » (écrit par François Quesnay) ; « France », « Mariage » (Louis de Jaucourt) ; « Population » (Étienne Noël Damilaville) ; et « Célibat » (Denis Diderot). Pourtant, les publications des résultats d'enquêtes chiffrées prouvent qu'il y a, au contraire, une augmentation de la population. Ces statistiques sont cependant soupçonnées d'être une manœuvre destinée à accroître la pression fiscale. Ainsi, quand l'abbé Expilly attribue en 1772, dans la Gazette de France, une population de 22 millions d'habitants, Louis Petit de Bachaumont considère, dans ses Mémoires secrets, qu'il faudrait réduire ce chiffre « de six millions pour le mettre à sa juste valeur ».
L'illusion d'un dépeuplement de la France est entretenu par les auteurs des Lumières. Cette idée est d'autant plus nourrie au XVIIIe siècle que le cas de la Chine suscite un large intérêt chez les intellectuels français. Les lettres envoyées par les missionnaires jésuites de Chine remportent un succès et leur fournissent une illustration d'un surpeuplement « réel ». Le surpeuplement est décrit par les missionnaires comme un facteur de misère (« Le plus riche et le plus florissant empire du monde est avec cela, dans un sens, le plus pauvre et le plus misérable de tous. » écrit le père de Prémare en 1700) et qui conduit à des actes condamnables dont l'infanticide, l'exposition de nouveau-nés.
Dans ses Lettres persanes, Montesquieu brosse le portrait d'une Europe dépeuplée, sur la base des observations qu'il a effectuées au cours de ses voyages sur le continent : « Après un calcul aussi exact qu’il peut l’être dans ces sortes de choses, j’ai trouvé qu’il y a à peine sur la terre la dixième partie des hommes qui y étaient dans les anciens temps. Ce qu’il y a d’étonnant, c’est qu’elle se dépeuple tous les jours, et, si cela continue, dans dix siècles elle ne sera qu’un désert ». Il y décrit les « villes […] entièrement désertées dépeuplées » d'Italie ; une Grèce « si déserte qu'elle ne contient pas la centième partie de ses anciens habitants » ; les « campagnes inhabitées » de l'Espagne et une France qui n'est « rien en comparaison de cette ancienne Gaule dont parle César ». Hostile à la colonisation, il prend l'exemple de l'Espagne dont le départ des colons, qui ont détruit les peuples indiens, aurait fortement réduit la population du royaume. Soutenant des idées populationnistes, il pose le constat selon lequel les « pays habités par les sauvages (…) sont ordinairement peu peuplés » et qu'une forte population permet de soutenir l'économie d'un État : « Plus il y a d’hommes dans un État, plus le commerce y fleurit ; … plus le commerce y fleurit, plus le nombre des hommes y augmente ». Si ses Lettres persanes ont un caractère divertissant et ne peuvent engager totalement la réflexion de Montesquieu, son traité De l'esprit des lois en arrive à la même conclusion : « Il faut conclure que l’Europe est encore aujourd’hui dans le cas d’avoir besoin de lois qui favorisent la propagation de l’espèce humaine... ». Il impute la faiblesse démographique de la France au régime de monarchie absolue, ainsi qu'au christianisme et son éloge du célibat, sa condamnation des secondes noces et sa dépréciation de la vie terrestre.
Voltaire a une position plus contradictoire. D'abord, en 1739, dans un entretien avec le marquis d'Argenson, il convient « que la France n'est pas si peuplée que l'Allemagne, la Hollande, la Suisse, l'Angleterre. Du temps de M. de Vauban, nous étions 18 millions ; combien sommes-nous à présent ? ». En 1750 cependant, il estime que la population a augmenté : « On veut que la terre soit dépeuplée. Veut-on que nous regrettions le temps où il n’y avait pas de grands chemins de Lyon à Orléans, et que Paris était une petite ville dans laquelle on s’égorgeait ? On a beau dire, les hommes valent mieux qu’ils ne valaient alors, et il y a plus d’hommes »,.
C'est également au XVIIIe siècle qu'émergent les doctrines économiques qui mettent au cœur de leur théorie l'idée de lois naturelles, d'une stabilité. Adam Smith, l'un des auteurs les plus emblématiques de cette théorie, écrit ainsi que « toutes les espèces animales se multiplient naturellement en proportion de leurs moyens de subsistance, et aucune espèce ne peut se multiplier au-delà ». Leur influence sur les intellectuels français est telle que ces derniers excluent la possibilité d'un surpeuplement. L'Encyclopédie méthodique, somme de l'esprit du XVIIIe siècle, conçoit d'ailleurs l'idée de surpeuplement comme une absurdité. Si l'ouvrage présente deux articles « Dépopulation » et « Population », il n'en présente aucun sur la surpopulation. Lesdits deux articles se contredisent sur l'évolution de la population – le premier affirmant que la population décline et le second qu'elle augmente – mais excluent tout risque de surpopulation.
Jean-Jacques Rousseau est l'un des rares auteurs, à plus forte des Lumières, à émettre des réserves sur l'accroissement démographique. Il met surtout en cause l'entassement des populations. Ainsi, dans l'Émile ou De l'éducation, il écrit : « Ce sont les grandes villes qui épuisent un État et font sa faiblesse ». Rousseau plaide pour un optimum de population et pour contrer la menace de surpeuplement, il en appelle à la vertu, à la continence et à l'eugénisme.

Les Lumières, presque tous acquis au populationnisme
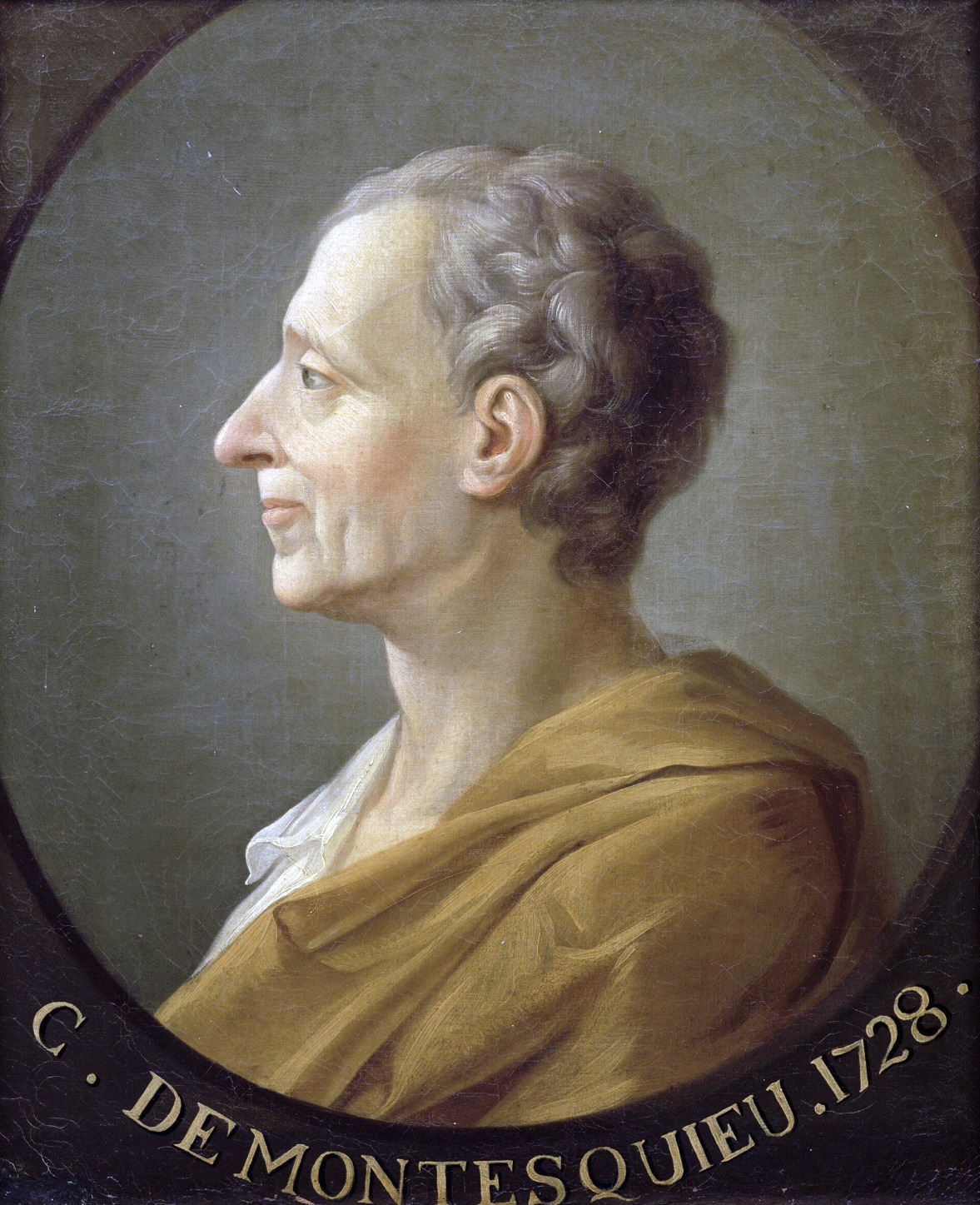
Pour Montesquieu, la population est une richesse pour l’État. Il impute au régime monarchique le dépeuplement que le royaume de France subit.
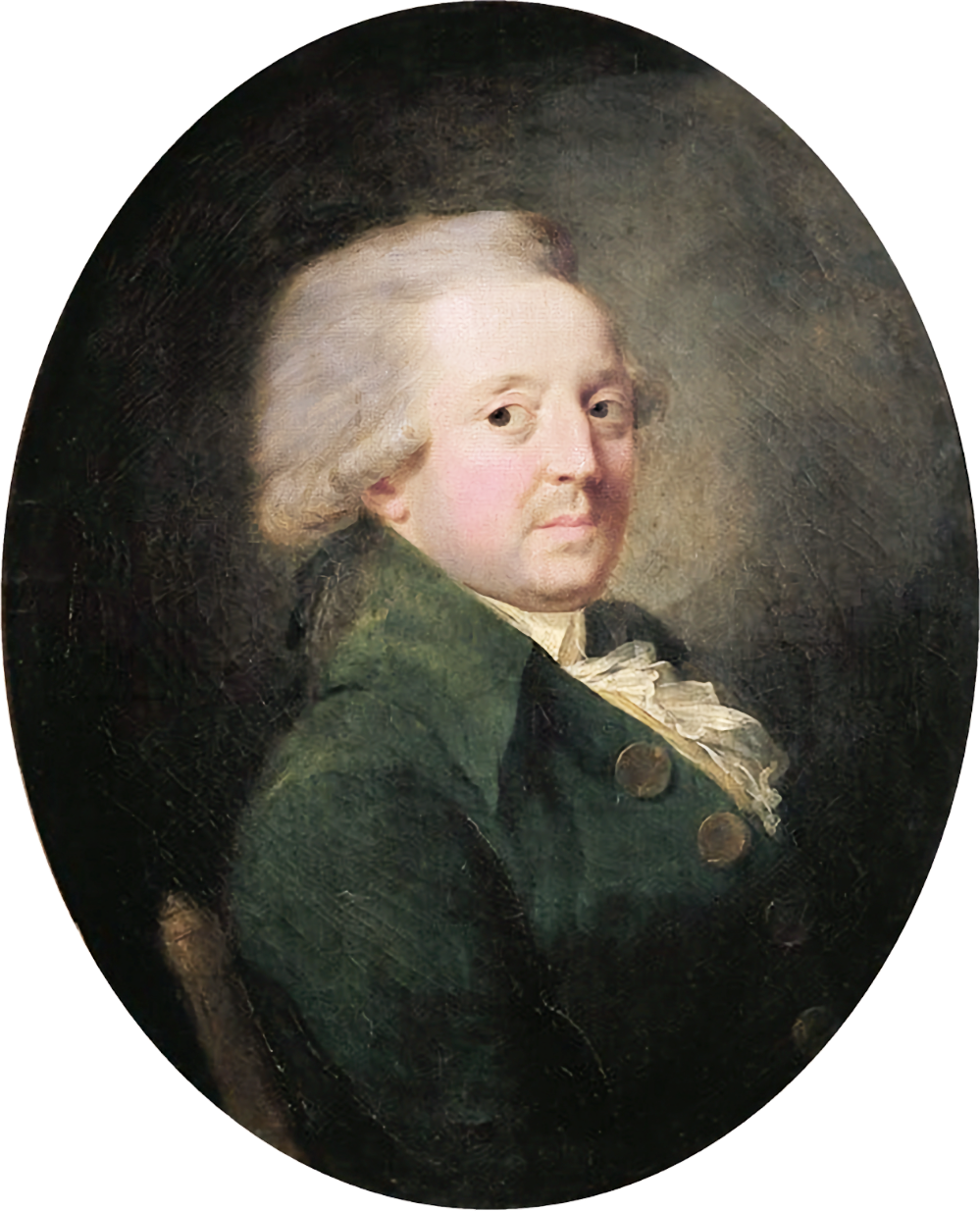
La forte croyance de Nicolas de Condorcet dans le progrès scientifique et dans la raison de l'Homme l'amène à sous-estimer, voire à nier les conséquences négatives de la surpopulation.
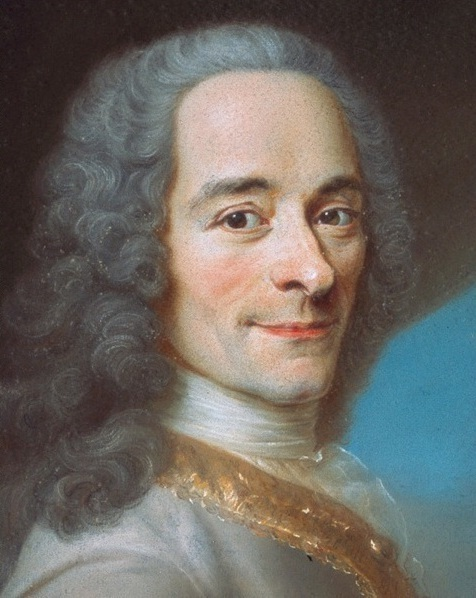
Voltaire, influencé par la Chine surpeuplée, tend à décrire une France dépeuplée mais ses propos restent contradictoires.
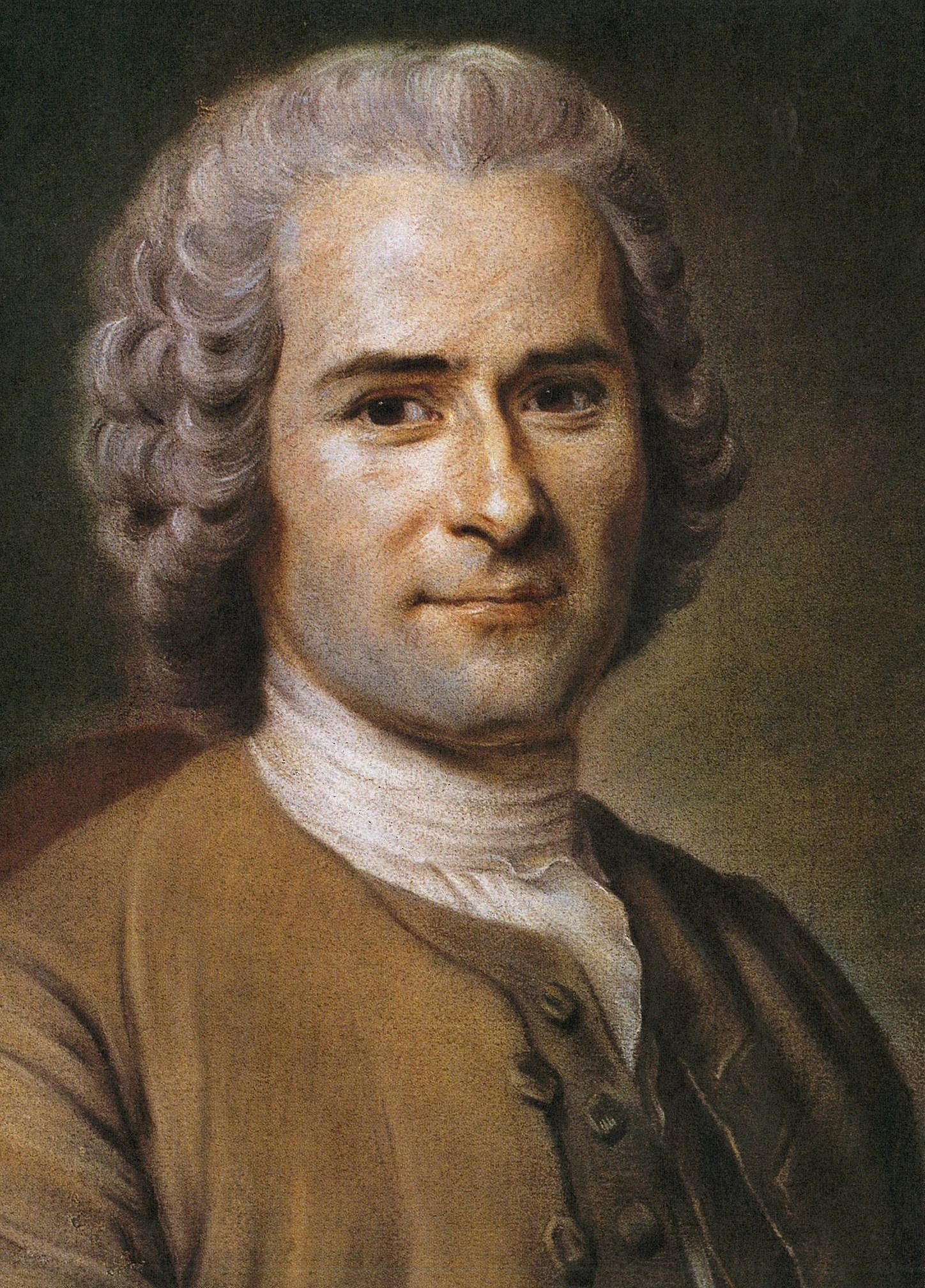
Rare philosophe des Lumières à ne pas être acquis au populationnisme, Rousseau met moins en garde contre la surpopulation que contre l'entassement des populations et en appelle à un optimum pour réguler la démographie.

##### Une surpopulation ressentie par le peuple et les témoins étrangers

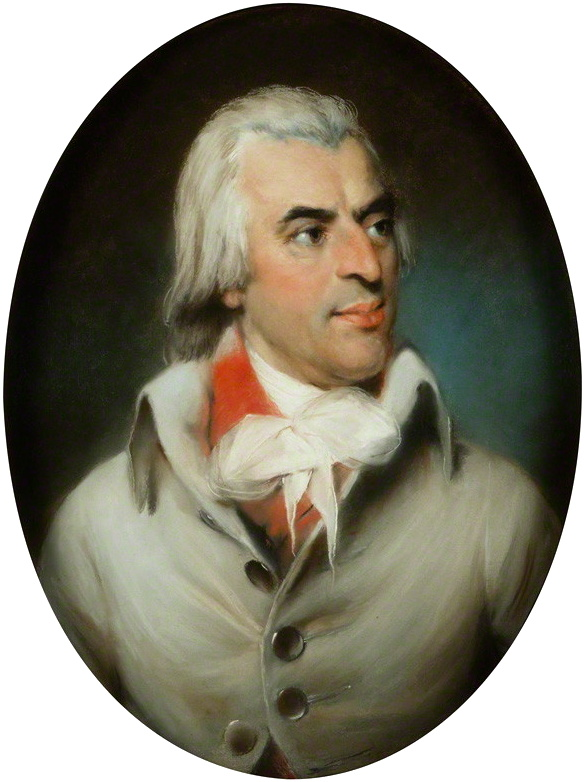
L’Anglais Arthur Young, qui a sillonné la France entre 1787 et 1790, décrit un royaume surpeuplé et la misère sous-jacente. Il met en cause l'éparpillement des terres agricoles et l'absolutisme.

Les enquêtes chiffrées attestent la surpopulation de la France : en effet, avec 27 millions d'habitants, elle est bien plus peuplée que ses voisins européens. Cette situation est vécue comme anxiogène par la population même si on note des divergences d'appréciation entre les différents ordres de la société d'Ancien Régime et au sein même du Tiers état, comme en témoignent la position des intellectuels français et celle des paysans. Dans les cahiers de doléances de 1789, aucune mention du surpeuplement n'est faite par les ordres privilégiés. En revanche, dans les cahiers du Tiers état, les termes « nombreuses familles », « impossible de nourrir leur famille », « ne peuvent se marier », « surchargés d'enfants » reviennent fréquemment. Ce surpeuplement s'exprime à travers des signes, tels que la hausse de la proportion de célibataires « définitifs » dans la population globale (6 % dans la génération 1660-1664 à environ 10 % dans la génération 1760-1764) bien que le célibat ne soit pas toujours un choix ; l'augmentation de l'âge au mariage et la pratique de la contraception. Ainsi, en Normandie rurale, les filles se mariaient à 26 ans vers 1750 (contre 21 ans en 1550). À la fin de l'Ancien Régime et pour l'ensemble du territoire, la moyenne de l'âge au mariage se situe à 26,5 ans pour les femmes et à 30 ans pour les hommes. La contraception, quant à elle, est d'abord le fait des élites sociales avant que la pratique ne se répande parmi les classes populaires, qu'elles soient urbaines ou rurales.

Les récits de voyages d'Arthur Young, agriculteur anglais, qui a sillonné la France en 1787, 1788 et 1789-1790, s'ils sont contestés par une grande majorité de l'élite intellectuelle française, évoquent avec justesse le quotidien des paysans du royaume de France. Dans son récit de ses Voyages en France, publié en 1792, il décrit un État surpeuplé. Young met en cause la prédominance du régime de la petite propriété, qui morcelle de manière excessive les terres, ce qui conduit à la misère des paysans et à l'incapacité des villes à absorber les excédents de main-d’œuvre, les villes françaises ayant une industrie peu développée. Il mentionne deux autres « erreurs grossières, en relation avec cette question » : 
« Ce sont les encouragements que l’on donne parfois aux mariages, et l’idée qu’il est important d’attirer les étrangers… Le grand mal du royaume, c’est d’avoir une si grande population qu’elle ne peut être ni occupée ni nourrie. Pourquoi alors encourager les mariages ? (…) Attirer des étrangers n’est pas désirable non plus dans un pays comme la France. »
 Enfin, l'assistance publique inciterait les parents à faire des enfants ; il qualifie « les hospices d’enfants trouvés (…) parmi les institutions les plus malfaisantes que l’on puisse établir ». Son analyse n'est néanmoins pas sans arrière-pensée politique puisqu'il critique l'absolutisme, pour des raisons cependant différentes des philosophes français. Selon lui, l'erreur est de croire en la puissance du nombre : « Ce n'est pas le seul chiffre de la population qui rend une nation riche et puissante, c'est seulement son activité qui constitue la force d'un royaume »,.

##### La Révolution française et son régime populationniste
Spécialiste de la Révolution française, l'historien marxiste Albert Soboul considère que le surpeuplement est à la base de l'explosion révolutionnaire, les jeunes étant confrontés à une absence de perspectives et à un avenir de pauvreté dans une société bloquée. Il appuie son propos sur la jeunesse des figures révolutionnaires (Robespierre est né en 1758, Danton en 1759, Barnave en 1761, Saint-Just en 1767).
Malgré ce constat, les gouvernements révolutionnaires mèneront une politique populationniste, notamment pour grossir les rangs de l'armée. Ces derniers sont très hostiles aux célibataires, qu'ils excluent du Conseil des Anciens par la Constitution de l’an III et du Sénat conservateur par la Constitution de l'an VIII. En dépit de ces mesures populationnistes, les pratiques contraceptives se répandent, le taux de natalité ne cesse de baisser à partir de la Révolution : il était de 38,8 ‰ (pour mille) en 1779-1789, 34,9 ‰ en 1792, 32,9 ‰ en 1800-1804 et 32,4 ‰ en 1805-1809.

#### En Angleterre: un débat démographique monopolisé par les pasteurs
La population de l'Angleterre croît lentement à partir du début du XVIIIe siècle, plus particulièrement à partir de 1745. Entre 1751 et 1801, la population anglaise passe de 5,7 à 8,7 millions d'habitants, notamment grâce au recul de la mortalité. Cet accroissement n'est pas sans conséquence sur le système d'assistance sociale, débordé par l'afflux d'hommes sans travail. En 1723, une réforme durcit les conditions d'allocations et renforce le système du travail forcé dans les workhouses avant que ces nouvelles règles ne soient abolies en 1782 par la loi Gilbert. Malgré ce constat, les pasteurs anglais, qui monopolisent le débat démographique, refusent d'évoquer une situation de surpopulation. Seul Thomas Malthus en fera la mention explicite, critiquant profondément ce système d'assistance sociale.

##### Un débat faussé par des considérations théologiques et idéologiques
En Angleterre, la théologie vient fausser le débat démographique. Les pasteurs, nombreux à aborder ce sujet, entendent confirmer les récits bibliques par les études statistiques, parfois en les manipulant dans le sens voulu. Aussi, dans sa New Theory of Earth, le pasteur William Whiston s'efforce de montrer que la population a augmenté de progression géométrique de la Genèse au Déluge, puis de Noé à l'Empire romain avant de décliner. Médecin de la reine Anne, John Arbuthnot affirme devant la Royal Society l'existence d'un sex-ratio, c'était-à-dire d'un équilibre constant entre garçons et filles – avec un léger excédent de garçons toutefois – qui ne peut être que le fruit de la Providence. Le pasteur William Derham, qui voit dans ce phénomène une mesure divine en vue d'assurer la monogamie, conclut que l'harmonisation de la reproduction humaine ne peut donc conduire à la surpopulation. Cependant, de nombreux hommes d'église ne sont pas d'accord avec cette régularité et pointent au contraire un dépeuplement, à l'instar du pasteur de l'Église d'Écosse Robert Wallace ou le Gallois Richard Price.

La question démographique, explicitement traitée par les pasteurs, est sous-entendue par des auteurs non religieux. Ainsi, dans ses Recherches sur la nature et les causes de la richesse des nations, l’Écossais Adam Smith intègre ce débat dans sa théorie économique. Il distingue trois classes dans la nation : les propriétaires, qui vivent de la rente des terres ; les entrepreneurs, qui vivent des revenus de leurs capitaux dans les entreprises ; les ouvriers, qui reçoivent un salaire pour leur travail. Le travail est ensuite rétribué en fonction de la loi du marché : en période de forte demande de biens, la demande de travail est élevée, ce qui augmente les salaires. Jouissant de fait d'une situation plus confortable, les ouvriers se marient et ont des enfants, ce qui régule in fine la population. Selon lui, « les hommes, comme toutes les espèces animales, se multiplient naturellement en proportion des moyens de leur subsistance », c’est-à-dire du niveau des salaires. La démographie est ainsi, comme le marché du travail, régie par des lois naturelles : 
« C'est ainsi que la demande d'hommes règle nécessairement la production des hommes, comme fait la demande à l'égard de toute autre marchandise : elle hâte la production quand celle-ci marche trop lentement, et l'arrête quand elle va trop vite. C'est cette demande qui règle et qui détermine l'état où est la propagation des hommes, dans tous les différents pays du monde. »

##### Thomas Malthus, le pasteur qui a théorisé le concept de surpopulation

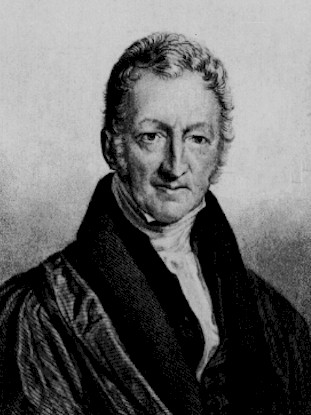
Thomas Malthus, pasteur anglican, traite de manière non religieuse la surpopulation dans un Essai sur le principe de population resté célèbre.

Le débat sur la population atteint son paroxysme avec Thomas Malthus, qui a donné son nom à une doctrine économique, politique et démographique : le malthusianisme. Né le 13 février 1766, sixième enfant et deuxième fils de Daniel Malthus et de son épouse Henrietta, il étudie les mathématiques au Jesus College de l'Université de Cambridge. Ordonné pasteur anglican en 1788, puis vicaire en 1793, il se laisse d'abord convaincre par les bienfaits de la croissance démographique tels que décrits par Jean-Jacques Rousseau (dont son père est un ami), écrivant en 1796 dans un essai intitulé The Crisis qu'« une population croissante est le plus certain des signes possibles du bonheur et de la prospérité d'un État ».

Dans son œuvre phare, Essai sur le principe de population, il énonce dès la première édition de 1798 – parue anonymement – le problème de l'écart entre la croissance démographique et la croissance des subsistances. Selon lui, il y a une tendance, chez tous les êtres vivants, à accroître l'espèce plus vite que la quantité de nourriture mais si, dans les règnes animal et végétal, « le défaut de place et de nourriture détruit ce qui naît au-delà des limites assignées à chaque espèce », chez l'homme la menace est la même : « Nous pouvons tenir pour certain que, lorsque la population n'est arrêtée par aucun obstacle, elle va doublant tous les vingt-cinq ans et croît de période en période, selon une progression géométrique ». Il prédit ainsi mathématiquement que sans freins, la population augmente de façon exponentielle ou géométrique (par exemple : 1, 2, 4, 8, 16, 32, ...) tandis que les ressources ne croissent que de façon arithmétique (1, 2, 3, 4, 5, 6, ...). Pour résumer sa thèse, il énonce les trois points suivants : 
« 1. La population est nécessairement limitée par les moyens de subsistance.

« 2. La population croît invariablement, partout où croissent les moyens de subsistance, à moins que des obstacles puissants et manifestes ne l'arrêtent.

« 3. Ces obstacles particuliers, et tous ceux qui, arrêtant le pouvoir prépondérant, forcent la population à se réduire au niveau des moyens de subsistance, peuvent tous se rapporter à ces trois chefs, la contrainte morale, le vice et le malheur. »
Pour ralentir la croissance démographique et ainsi éliminer le malheur et non le subir comme les animaux, il en appelle à la raison de l'homme et prône la contrainte morale (moral restraint), c'est-à-dire agir sur l'âge au mariage et la continence entre époux, sans intervention de l'État cependant. Il admet cependant son échec dans l'édition de 1817 de son Essai, tout en répétant que la chasteté est le seul moyen légitime d'empêcher le surpeuplement. Farouchement opposé aux méthodes contraceptives qu'il qualifie de « vice », il concède toutefois qu'elles sont préférables à la situation de surpeuplement. Il ouvre ainsi la voie au néomalthusianisme, qui prône un recours aux moyens contraceptifs.

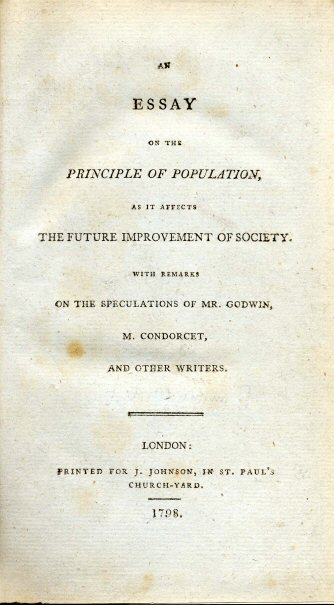
Couverture de la première édition de 1798 de lEssai.

À l'exception de la première édition de 1798, l'inspiration religieuse est très peu présente dans l'Essai et ce, quand bien même Karl Marx le traite avec mépris de « pasteur Malthus ». Ce sont en effet davantage les voyages qu'il a effectués dans toute l'Europe, ainsi que les lectures de La Pérouse, d'Arthur Young  ou de James Cook, qui influent son œuvre. Ces voyages et lectures lui donnent une abondante documentation, lui permettant l'écriture d'une seconde édition de son Essai en 1803, quatre fois plus volumineuse que la première.

Si Malthus estime que l'État n'a pas à intervenir dans le débat démographique, il critique toutefois les politiques d'assistance publique mises en œuvre par l'État-providence dont l'Angleterre, à l'image des poor laws. Il met en cause leur efficacité et les impute de conduire à la hausse des prix des subsistances, dont la viande. Ouvertement critique à l'égard des « droits de l'homme » tels qu'ils sont exposés par Thomas Paine dans son pamphlet de 1791, il écrit : 
« Il [est un droit] qu'on attribue [au peuple] et que je suis bien convaincu qu'il ne possède pas et qu'il ne possédera jamais. Je veux parler du prétendu droit d'être nourri lorsque son travail ne peut pas lui en procurer les moyens. »
 La charité doit, selon lui, distinguer « les mendiants de profession » et les authentiques pauvres, beaucoup plus discrets. Il lie le surpeuplement aux États despotiques, arguant que la population de ces pays, qui n'a aucun sens de la prévoyance, vit dans l'instant présent et cède aux instincts primaires. Malthus prend exemple sur les souverains despotiques qui encouragent la natalité pour disposer de troupes militaires nombreuses, ce qui permet de justifier une politique agressive et donc, de revendiquer un espace vital plus étendu. De ce point de vue, le surpeuplement est un facteur de guerres et de tyrannie, ou même de révolution, comme il l'affirme dans l'extrait suivant : 
« La multitude qui fait les émeutes est le fruit d'une population excédante. Elle se sent pressée par le sentiment de ses souffrances, et ses souffrances sont sans doute trop réelles, mais elle ignore absolument quelle en est la cause. Cette multitude égarée est un ennemi redoutable de la liberté, qui fomente la tyrannie ou la fait naître. »

Son autorité dans le débat démographique, quoique contestée, reste reconnue au niveau national, puis européen. Ainsi, son Essai est traduit en français dès 1805, date à laquelle il devient professeur d'histoire et d'économie politique au collège des Indes orientales, à Haileybury, dans le Hertfordshire. Il se consacre dès lors aux rééditions de son Essai (1805, 1806, 1807, 1817, 1826). En 1819, il devient membre correspondant de la Royal Society ; puis membre associé de l'Académie royale de littérature en 1824 et de  l'Académie des sciences morales et politiques et de l'Académie royale de Berlin en 1833. Cette reconnaissance n'est pas unanime, il est accusé d'adopter un point de vue égoïste voire inhumain sur la question démographique. Un extrait de son Essai est ainsi sujet à caution, celui du banquet qui n'apparaît que dans la seconde édition de 1803 : 
« Un homme qui est né dans un monde déjà possédé, s'il ne lui est pas possible d'obtenir de ses parents les substances qu'il peut justement leur demander, et si la société n'a nul besoin de son travail, n'a aucun droit de réclamer la moindre part de nourriture, et, en réalité, il est de trop. Au grand banquet de la nature, il n'y a point de couvert vacant pour lui ; elle lui ordonne de s'en aller, et elle ne tardera pas elle-même à mettre son ordre à exécution, s'il ne peut recourir à la compassion de quelques convives du banquet. »

Pour autant, Malthus est sensible à la question de la pauvreté, écrivant que « si tous pouvaient être soulagés, si la pauvreté pouvait être bannie, même au prix du sacrifice des trois quarts de la fortune des riches, je serais le dernier à dire un seul mot pour m'opposer à ce projet, et je me garderais d'avancer qu'il faut user de mesure dans nos largesses ». Affecté par ces critiques, il y répond à la fin de l'édition de 1817 : 
« Cette espèce de défaveur a été attribuée à certaines expressions qui ont été jugées trop dures, qui semblaient manquer trop peu d'indulgence pour les faiblesses de notre nature et pour les sentiments liés à la charité chrétienne. (...) [Mon but] est d'améliorer le sort et d'augmenter le bonheur des classes inférieures de la société. »